# Historia constitucional de Argentina

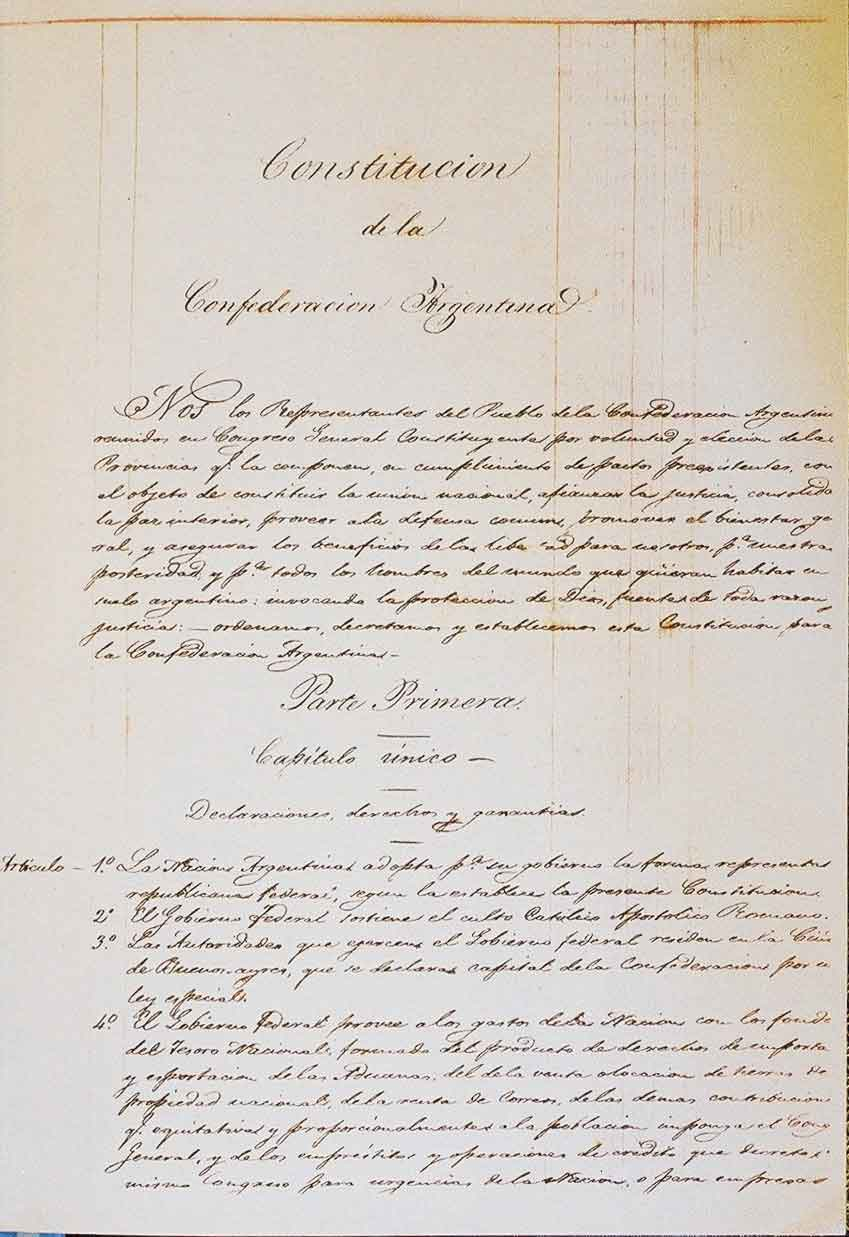
El manuscrito de la Constitución de 1853.

La historia del constitucionalismo en la Argentina es el proceso de formación y evolución de las distintas constituciones escritas que ha tenido la Argentina desde su formación como Estado independiente, así como de los quiebres del orden constitucional mediante golpes de Estado, principalmente en el siglo XX. Incluye, también, los varios intentos frustrados de sancionar una constitución que ocuparon parte de las preocupaciones durante toda la primera mitad del siglo XIX, más algunas leyes que afectan la estructura del Estado, tales como las leyes de la capital de la Nación y los territorios nacionales que no formaban parte de ninguna de las provincias de la Nación.

## Antecedentes
La definición de "constitución" admite múltiples contenidos, desde el clásico trabajo de Ferdinand Lassalle, ¿Qué es una Constitución?, hasta clásicas obras argentinas como Bases y puntos de partida para la organización política de la República Argentina de Juan Bautista Alberdi, o Constitución y pueblo, de Arturo Sampay, distinguiendo las nociones de "constitución real" y "constitución escrita". Todos los estados han tenido y tienen constituciones reales, pero el fenómeno de redactar y adoptar constituciones escritas, conocido como constitucionalismo, surge en el siglo XVIII.
El constitucionalismo generalizó la práctica política de redactar y sancionar en cada país una constitución escrita que adquiriera la condición de ley fundamental del Estado, con rango superior al resto de las normas jurídicas, encabezando un ordenamiento jurídico jerárquico y piramidal, conformando así un Estado de derecho, que limite y regule el poder del Estado y sus funcionarios sobre los habitantes, bajo los términos de la ley, mediante instituciones como el principio de legalidad, los derechos y garantías, la irrevocabilidad de los derechos adquiridos, la división de poderes, etc. Por otro lado, tener una constitución escrita puede ser un obstáculo para los intentos de eliminar privilegios, ampliar derechos o derogar instituciones autoritarias o directamente totalitarias. También se ha señalado el riesgo que implica la existencia de un tribunal supremo con facultades para interpretar la constitución mediante sentencias inapelables, como autoridad de última instancia. Luego del nazismo y a partir de la creación de las Naciones Unidas en 1945, fundada sobre la conciencia general acerca de "los derechos fundamentales del hombre, en la dignidad y el valor de la persona humana, en la igualdad de derechos de hombres y mujeres y de las naciones grandes y pequeñas", los tratados de derechos humanos se instalaron como normas de tipo constitucional, articulados con la Constitución en un "bloque de constitucionalidad".

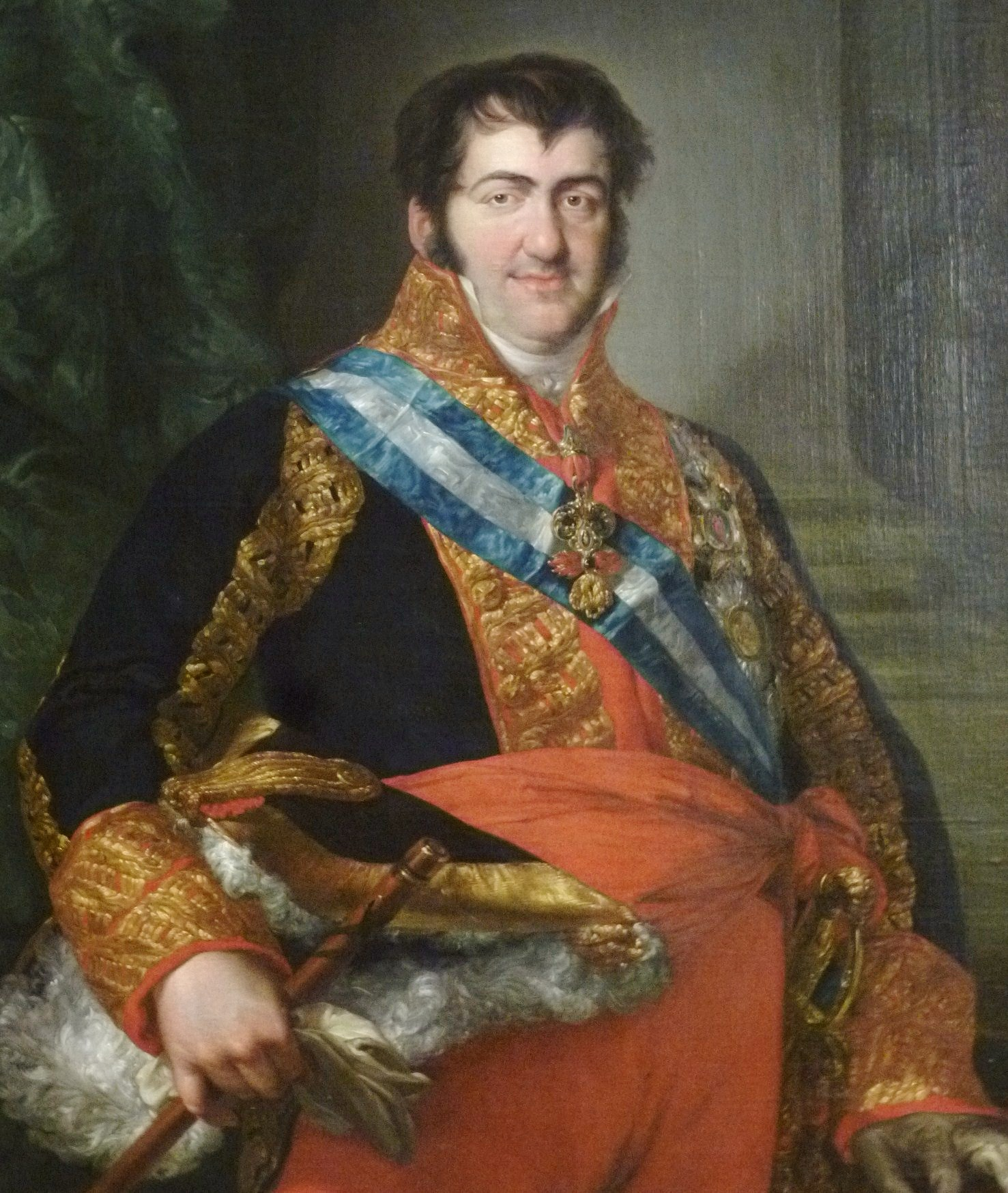
Fernando VII, rey de España entre 1808 y 1833.

Los primeros países en aprobar constituciones escritas, dando origen al movimiento constitucionalista, fueron Estados Unidos y Francia. Las constituciones de ambos países sancionadas en 1787 en 1791, respectivamente, fueron decididas en medio de dos grandes revoluciones: la Revolución independentista americana, que inició el proceso de descolonización contra el colonialismo europeo, y la Revolución francesa, que puso fin a la monarquía francesa. Ambas revoluciones, estrechamente vinculadas entre sí, están relacionadas estrechamente también con las revoluciones republicanas contra las monarquías entonces predominantes, así como con las revoluciones independentistas de las colonias españolas en América, entre ellas el largo proceso de independencia y constitucionalización de Argentina que se extendió desde 1810 hasta 1853/1860.
La España de la que Argentina se independizó era un imperio colonial y una monarquía absoluta, en el que la ley superior del Estado era la voluntad ilimitada del Rey. Sus colonias se regían por decretos reales y ordenanzas del Consejo de Indias, que formaban un complejo conjunto de normas, reunidas en una Recopilación de las Leyes de los Reynos de las Indias. La "legislación indiana", como se la llamaba, no era un corpus jurídico ordenado y jerárquico, sino cuatro volúmenes en los que se amontonaban normas que se repetían o se contradecían unas a otras.
Los gobiernos surgidos de las revoluciones independentistas hispanoamericanas aspiraban a ser gobernados por sistemas jurídicos racionales y organizados, cuya clave era la constitución, siguiendo los recientes modelos revolucionarios de Estados Unidos y Francia.

## Primeros esbozos del nuevo Estado. Unitarismo o federalismo.
La independencia de Argentina fue un proceso que se inició en 1810 con la Revolución de Mayo, que estableció un gobierno patrio pero manteniendo formalmente la dependencia de la corona española, seguido por la Guerra de Independencia iniciada casi inmediatamente después, la declaración de independencia realizada en 1816 y finalmente la victoria militar contra los "realistas" en la batalla de Ayacucho en 1824.
Desde un inicio la voluntad de los gobiernos patrios fue sancionar una constitución escrita, pero se trató de un proceso sumamente complejo, con idas y vueltas, atravesado y condicionado por las guerras civiles, que recién culminarían en la década de 1870.
Disuelto el poder imperial de España, emergieron de inmediato como sujetos políticos las provincias, cada una de ellas como un estado soberano en control de un territorio, pero con la intención de mantenerse unidas en un Estado que las abarcara. De allí la causa de uno de los nombres originales del país como Estado independiente: Provincias Unidas del Río de la Plata.
El primer gobierno patrio, la Primera Junta, nombrada por el Cabildo de Buenos Aires durante la Revolución de Mayo de 1810, pretendió formar un cuerpo constituyente con los diputados de las provincias formadas alrededor de las restantes ciudades del Virreinato del Río de la Plata, cada una de ellas también gobernada localmente por un cabildo, como era costumbre en las colonias españolas. Sin embargo, los diputados "de los pueblos" consideraron que la junta de gobierno del naciente Estado no debía quedar en manos de los representantes elegidos por el Cabildo de Buenos Aires y debía estar integrada por representantes de todas las ciudades, en pleno proceso de conformación de las provincias como entes políticos. La revolución se había sustentado en la tradicional doctrina de la retroversión de la soberanía, que sostenía que si el poder real quedaba vacante la soberanía debía ser devuelta a las villas y ciudades como sujetos de imputación soberana.
Por ese motivo se formó la Junta Grande, que reunía en sí misma los poderes Ejecutivo y Legislativo. De ese modo, desde un primer momento, quedaron en evidencia las tensiones existentes entre Buenos Aires y las provincias del llamado "interior", en torno al tipo de Estado: un régimen unitario centralista, controlado por Buenos Aires, o un régimen federal, en el que el Estado fuera una federación de provincias autónomas, que sería una de las cuestiones centrales y más conflictivas del constitucionalismo argentino.

## Republicanismo y representación
La decisión de establecer un gobierno propio en mayo de 1810, la aceptación de la misma en los cabildos del interior y la elección de los representantes a la Junta Grande y a las primeras asambleas legislativas y constituyentes que le siguieron se hicieron convocando individualmente a los «vecinos», es decir a los hombres que formaban «la parte sana y principal de la población», que eran siempre una pequeña minoría. Éstos no opinaban ni votaban en representación del resto de la población que no participaba, sino que lo hacían por sí mismos; y las mayorías que se formasen eran suficiente autoridad para tomar decisiones, ya que estos individuos eran los únicos a quienes se debía consultar. El espíritu estamental y de privilegios personales tardó varios años en ser reemplazado por elecciones relativamente inclusivas, en la que los electores eran una proporción mucho más alta de la población de cada ciudad y villa. A fines de la década de la independencia, en algunos lugares se llegó hasta el extremo de aceptar como electores a una parte de la población rural y a los soldados de los ejércitos y milicias.
Aunque la Revolución de Mayo, así como la declaración de independencia y la guerra de independencia contra los "realistas", tuvieron un fuerte contenido antimonárquico, la adhesión definitiva del nuevo Estado al régimen republicano no se concretó de inmediato. En la primera década de vida independiente surgieron algunas propuestas monárquicas, como la de nombrar monarca a Carlota Joaquina de Borbón, reina consorte de Portugal y Brasil, o a Juan Bautista Túpac Amaru, hermano del revolucionario indigenista Túpac Amaru II. Algunas de esas propuestas estaban impulsadas por las élites conservadoras, pero otras eran impulsadas por patriotas como José de San Martín y Manuel Belgrano, debido a que por entonces el republicanismo era un ideario demasiado radical, mientras que la independencia argentina estaba amenazada en la guerra, por las poderosas monarquías europeas, apoyadas por el Vaticano. De hecho, la frustrada Constitución unitaria y porteñista de 1819 habilitó la posibilidad de que el país se organizara como una monarquía, razón por la cual "aceleró el surgimiento de un grupo heterogéneo de caudillos, que se transformó en el sostén de las ideas republicanas y federales enfrentadas a los intereses porteños".
Ello no impidió que en la década de 1810 la revolución impulsara la realización de elecciones para elegir a los representantes, sentando las bases de un régimen representativo escasamente excluyente, si se tienen en cuenta las restricciones predominantes en la época, que utilizaban criterios racistas, de género, de riqueza o educación, algunos de los cuales sí fueron introducidos en la década siguiente.
Las elecciones celebradas a partir del 25 de mayo de 1810 en todo el territorio del ex virreinato se hicieron en un contexto de profunda ruptura con la metrópoli –aunque los protagonistas no hayan tenido claros objetivos independentistas desde un comienzo–, produciendo efectos devastadores para el antiguo orden colonial. Retroversión de la soberanía, soberanía del pueblo, libertad e igualdad, fueron algunos de los principios invocados para legitimar el nuevo curso de acción y avalar la reglamentación de procedimientos electivos capaces de reemplazar –al calor de la urgencia de los acontecimientos– la literal ausencia de autoridad.

## Reglamentos y estatutos de gobierno
Durante el gobierno de las dos juntas se sancionaron algunos decretos de naturaleza constitucional, como el decreto de supresión de honores, o los que organizaban los gobiernos de las ciudades del interior en forma de juntas provinciales, pero por entonces se abandonó el proyecto constituyente ante las urgencias de la guerra.

### El Reglamento de 1811

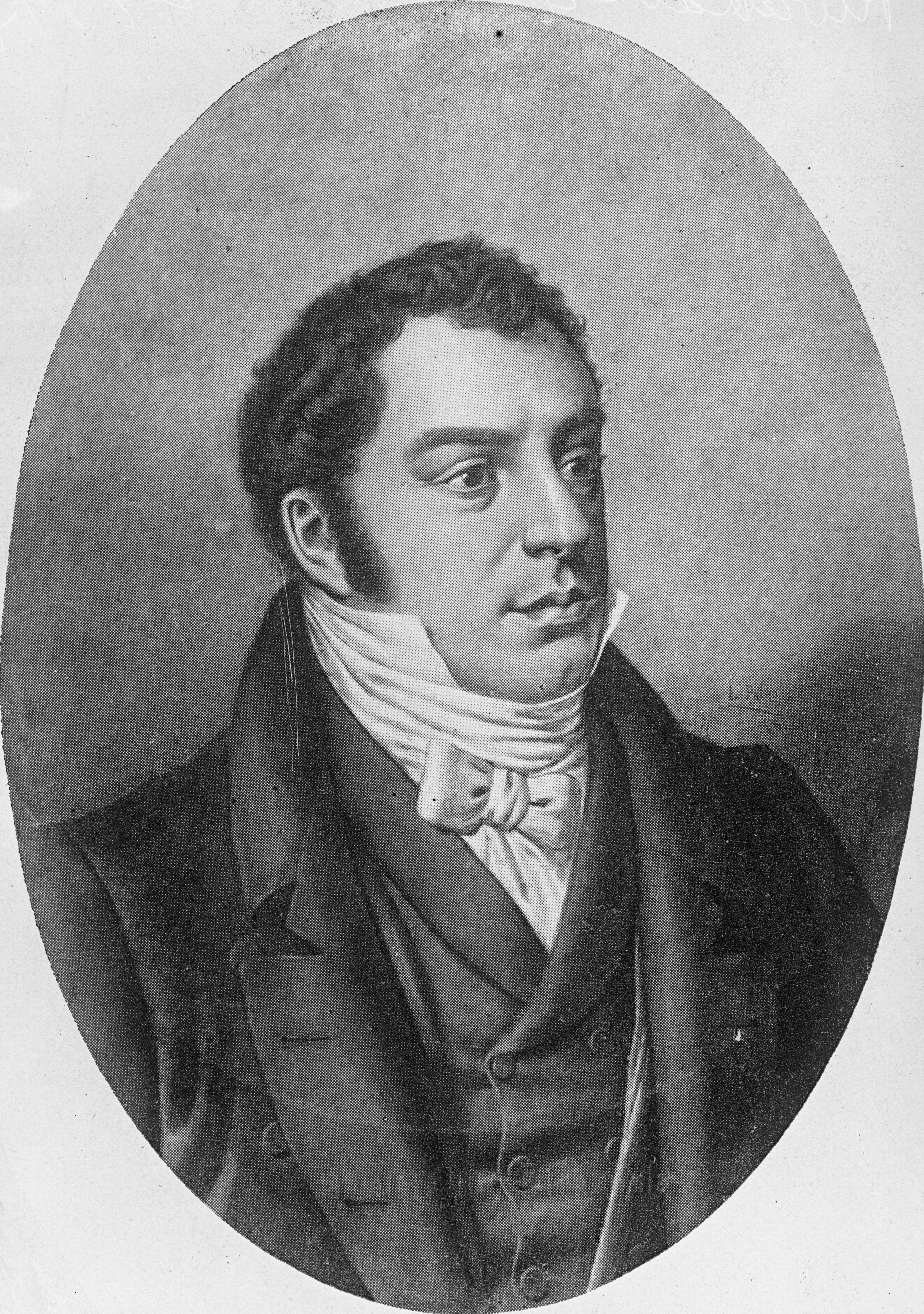
Bernardino Rivadavia, secretario y máximo dirigente del Triunvirato.

Hacia el mes de septiembre se había presentado un proyecto de constitución monárquica redactado por un anónimo, que se presentaba como «desterrado por el tirano Saavedra». Reconocía como jefe de Estado a Fernando VII, pero el Poder Legislativo le correspondía al pueblo, y también el Poder Judicial era electivo. Por lo demás, establecía juntas de gobierno locales y una Junta General, y era completamente intolerante en materia religiosa. El proyecto fue presentado, pero nunca considerado en ningún sentido.
La crisis de septiembre de 1811, causada por la pérdida militar del Alto Perú, llevó al reemplazo de la Junta por un Triunvirato enteramente porteño, que decidió inicialmente transformar a la Junta en el Poder Legislativo del Gobierno, con el nombre de Junta Conservadora. Siguiendo ese criterio, ésta sancionó el Reglamento de División de Poderes, el cual deslindaba las atribuciones entre la Junta Conservadora y el Triunvirato. Pero el gobierno no estaba dispuesto a ver limitados sus poderes, por lo que sometió el Reglamento a la evaluación por el cabildo de la ciudad, que emitió un dictamen desfavorable; el Triunvirato asumió entonces los poderes ejecutivo y legislativo, aunque dejando en pie a la Junta.
En noviembre del mismo año de 1811, el Triunvirato sancionó el Estatuto Provisional, con lo que asumió también el poder constituyente: se daba forma a un Ejecutivo formado por tres triunviros que serían reemplazados de a uno cada seis meses, se convocaba a una Asamblea que estaría formada por cien ciudadanos de Buenos Aires y los diputados del interior –que además debían ser autorizados por el cabildo de Buenos Aires, con lo que la casi totalidad del poder pasaba a los porteños– y se disolvían las juntas provinciales. Pocos días más tarde, con la excusa de su posible participación en el Motín de las Trenzas, el Triunvirato decidió la disolución de la Junta y la expulsión de sus miembros. La aplicación del Estatuto fue muy limitada y el Triunvirato ejerció todo el poder público sin limitaciones. Por su parte, la Asamblea –donde el control porteño era total– alcanzó a reunirse en abril y a anunciar que asumía la soberanía del Estado; el Triunvirato la disolvió de inmediato.

### La Asamblea Constituyente del Año XIII
En octubre de 1812 un golpe de Estado derrocó al Primer Triunvirato, asumiendo el poder un Segundo Triunvirato. Éste era tan porteño como el anterior, tanto por su nombramiento como por sus miembros, pero fue mejor recibido por las provincias del interior. A poco de instalado, convocó a éstos y la capital a formar una Asamblea General Constituyente, conocida como la «Asamblea del Año XIII», destinada a ejercer como Poder Legislativo y a sancionar una constitución.
Los partidarios de José Artigas, caudillo del pueblo del interior de la Banda Oriental, desconfiaron desde el principio de las intenciones del nuevo gobierno. Por ello se aseguraron el control de las elecciones de sus diputados –además de elegir algunos más que los asignados por el Triunvirato– y redactaron para ellos las llamadas Instrucciones del Año XIII, por las que deberían regir su accionar en la Asamblea. Los 20 artículos de las Instrucciones estaban orientados a lograr la independencia de España, el gobierno republicano, el sistema federal en que las provincias tuvieran la máxima autonomía, un sistema impositivo en igualdad de condiciones para los puertos de la Banda Oriental y para Buenos Aires y –como garantía de federalismo– la prohibición expresa de que la capital se estableciera en Buenos Aires.
Pero la Asamblea planteó que si cada diputado se incorporaba con instrucciones, quedaba  obligado a ceñirse a ellas y ninguna negociación era posible, por lo que rechazaron a los diputados y a sus instrucciones. La ubicación de la Asamblea en Buenos Aires permitía a la capital imponer sus condiciones al resto del país, por medio de la presión moral y económica sobre ellos, cosa que no era tan sencilla si llegaban con instrucciones. Una vez rechazados los diputados, el jefe del ejército rioplatense acantonado frente a Montevideo organizó nuevas elecciones, en las que el ejército presionó lo suficiente a los electores para que éstos nombraran diputados enteramente adictos al círculo dominante en Buenos Aires.
Desde un principio, la Asamblea se mostró mucho más decidida hacia la independencia de la Corona de España, cuya proclamación pretendió llevar a cabo. Para el juramento de los diputados se eliminó toda referencia a Fernando VII, y se proclamó la Asamblea como soberana, es decir, no dependiente de ninguna otra potencia. Se abandonaba así la máscara de Fernando VII, bajo la cual los gobiernos de los últimos tres años se habían visto obligados a fingir sumisión al Rey y al Imperio español.[cita requerida]
Se intentó seriamente la sanción de una constitución, para lo cual se redactaron cuatro proyectos constitucionales; sin embargo, las discusiones para su sanción nunca tuvieron lugar. Es que, con el paso del tiempo y la cada vez más probable restauración como rey de Fernando VII, el gobierno –ahora dominado por la Logia Lautaro– cayó en la misma indecisión que había paralizado al Primer Triunvirato.
En su primer año de actividad la Asamblea del Año XIII logró varios progresos valiosos de rango constitucional:
- el 27 de febrero de 1813 aprobó el Estatuto del Supremo Poder Ejecutivo, mediante el cual se organizó el Poder Ejecutivo y se fijaron sus facultades:
- la abolición de la servidumbre indígena;
- la abolición de comercio de esclavos;
- la libertad de las personas nacidas de mujeres esclavas, llamada groseramente "libertad de vientres";
- supresión de los títulos nobiliarios;
- abolición de los mayorazgos;
- creación del escudo nacional;
- creación de la moneda nacional;
- abolición de las torturas como pena y práctica estatal;
- supresión del tribunal de la Inquisición;
- organización de la administración de justicia y establecimiento de la inamovilidad de los jueces;[40]
- la libertad de personas esclavas por el solo hecho de entrar a territorio rioplatense.[38]

También se modificó el Poder Ejecutivo, reemplazando al Triunvirato por un Director Supremo.
A comienzos de 1814 estalló una guerra civil contra los federales de José Artigas, que rápidamente controlaron cuatro provincias. Las guerras civiles argentinas serían un condicionante de toda la política nacional durante dos tercios del siglo XIX.
Como resultado de uno de estos enfrentamientos, en abril de 1815 la Asamblea fue disuelta y fue derrocado el director Supremo Carlos María de Alvear. Entre los argumentos para su derrocamiento, se observaba que el director Supremo ejercía algunas prerrogativas reales, se hacía acompañar a todos lados por una escolta vestida de lujo, y en cada aparición en público se quemaba incienso en su honor; estos comportamientos muy poco republicanos habían durado bastante más tiempo que la máscara de Fernando VII.
El proceso sucesorio fue mucho más complejo que en los cambios de gobierno anteriores, lo que obligó a la sanción del Estatuto provisional de 1815 que dio sustento legal al Directorio. También se convocó a un Congreso nacional, con sede en la ciudad de San Miguel de Tucumán, aunque cuatro provincias partidarias de Artigas se negaron a participar del mismo, y dos de las altoperuanas no pudieron concurrir.

### El Congreso de Tucumán: declaración de la Independencia y nuevo Estatuto
El Congreso de Tucumán se reunió el 25 de marzo de 1816, con tres objetivos principales: declarar la independencia, nombrar un Director Supremo –el que existía era un provisorio del titular, que comandaba el Ejército del Norte– y sancionar una constitución. Dado que los diputados consideraron que las urgencias de la guerra no permitían hacerse un tiempo para sancionar esta última, decidieron en la sesión del 22 de abril dictar un Reglamento, para reemplazar al Estatuto Provisorio y para determinar las obligaciones y limitaciones del Director Supremo. Se pusieron a trabajar de inmediato en ello, pero el día 26 del mismo mes optaron por nombrar Director Supremo a uno de los diputados –Juan Martín de Pueyrredón– y luego discutieron largamente entre las opciones republicana y monárquica.
Cambiaron luego una vez más los temas que se discutían, y el 9 de julio del mismo año de 1816 el Congreso declaró la Independencia de las Provincias Unidas en Sud-América respecto al rey Fernando VII, su descendencia y toda otra dominación extranjera.
Aún en el mes de septiembre se estaba discutiendo si sancionar o no una constitución, y se llegó a la conclusión de que no convenía mientras durase la guerra civil y la rebelión de las provincias federales. Mientras tanto, se revolvió discutir modificaciones al Estatuto de 1815; el proyecto resultante fortalecía al Poder Ejecutivo –que desde entonces se llamaría Director del Estado, aunque haya continuado siendo llamado Director Supremo. Si bien mencionaba largamente los atributos de los gobernadores y tenientes gobernadores, era casi exclusivamente para remarcar que estaban sometidos en todo al Director. Fue aprobado el 22 de noviembre y enviado al Director Supremo para que lo publicase; pero éste decidió no publicarlo y suspender su vigencia.
A principios del año siguiente, el Congreso se trasladó a Buenos Aires, donde sancionó un nuevo Estatuto Provisional después de discutirlo durante catorce meses, autorizó la invasión de la Banda Oriental por parte del Reino Unido de Portugal, Brasil y Algarve como forma de aplastar la rebelión de Artigas, inició la redacción de un texto constitucional, y se continuó buscando un rey europeo para el país, en la convicción de que eso le permitiría no ser atacado cada vez que una potencia extranjera lo viera debilitado. Sin embargo, ninguno de los príncipes a quienes tentaron con el trono rioplatense aceptó la corona.
El avance de las monarquías en Europa tras el final del período napoleónico parecía justificar que las Provincias Unidas optaran también por la forma monárquica de gobierno. Dos años antes, uno de los buscadores de un rey, Manuel Belgrano, llegó a redactar un absurdo proyecto de constitución absolutista mal disfrazado por la existencia de una Cámara del Común enteramente sometida al Rey. La constitución, de trece artículos en total, sería otorgada por el padre del candidato, el rey emérito Carlos IV, que había dejado de ser rey siete años antes, y que con ella desposeería a su hijo primogénito, Fernando VII. El propio Carlos hizo fracasar el proyecto.
Mientras tanto, no se discutía la constitución: después de debatir durante catorce meses, y allanándose en todo a la voluntad de Pueyrredón, recién el 3 de diciembre de 1817 se sancionó un Estatuto Provisorio o Reglamento del Supremo Poder Ejecutivo. Documento con forma enteramente unitaria, y en el que casi todo el poder recaían sobre el director. Se abandonaba el concepto de "los pueblos", que había dominado la teoría política desde la Revolución de Mayo, reemplazándolo por el de "la Nación"; se prohibía todo nuevo impuesto o aumento de su monto a los cabildos; aunque se establecía una compleja forma de elección de los gobernadores y tenientes gobernadores, en la práctica sería el Supremo Poder Ejecutivo quien los nombrase.

## Constitución de 1819

### Influencia de la constitución española de 1812
La Revolución de Mayo de 1810 había estallado a raíz de la llegada de la noticia de que la invasión napoleónica de España había logrado conquistar casi toda España europea, y que la Junta Suprema Central, que había dirigido la primera parte de la guerra de la Independencia española, había sido disuelta. Ésta fue reemplazada por el Consejo de Regencia de España e Indias en enero de 1810 y, a su vez, éste había sido reducido a su mínima expresión cuando se crearon las Cortes de Cádiz. Éstas estaban formadas por representantes de todas las provincias y virreinatos del Imperio español, pero la supuesta igualdad no era tal: cada provincia de España tenía igual representación que cada uno de los virreinatos americanos, algunos de ellos cientos de veces más poblados que las provincias. Estas Cortes no lograron ningún resultado diplomático o militar a favor de la Corona, pero a cambio lograron la sanción de la constitución de 1812.
La característica más novedosa de esta constitución eran la soberanía popular –que, limitada como era, reemplazaba a la voluntad absoluta del rey– y la fijación de los derechos del hombre. Estaba inspirada en los principios de la Revolución Francesa, pero –dadas las circunstancias– los diputados afirmaban inspirarse principalmente en los principios de las Cortes de Castilla medievales. La estructura y el texto eran, en su gran mayoría, obra de los diputados españoles, mientras que los derechos del hombre provenían de la Revolución Francesa, y parte de la estructura política, de la Constitución de los Estados Unidos. Establecía, además, la libertad de imprenta, la igualdad jurídica e impositiva de todos los españoles, la inviolabilidad de su domicilio, las garantías penales y procesales, y abolía la tortura.
En cuanto a los temas específicamente americanos, estableció la plena igualdad entre americanos y peninsulares –aunque quedaban excluidos los asiáticos– no esclavos, pero dejando fuera del ejercicio de los derechos civiles a las "castas", como por ejemplo los esclavos liberados y los mulatos. Dado que la constitución proponía una representación en Cortes de acuerdo a la población, la exclusión de las "castas" permitía disminuir el porcentaje de los escaños que le correspondían a los americanos. Más aún, nada decía el texto acerca de los esclavos, los indígenas y la libertad de comercio.
Más allá de algunas agachadas como la no representación de las "castas", era un enorme avance para las pretensiones autonomistas de los americanos. Pero, en gran parte de la América española, la novedosa generosidad de los peninsulares llegaba tarde: los criollos indianos ya se habían lanzado a la guerra de la independencia, y casi no quedaban puntos en que se pretendiera una mayor autonomía, sino la más completa independencia. Por otro lado, saltaba a la vista que los diputados americanos casi no habían tenido actuación alguna en su sanción. La constitución fue rechazada en casi todos lugares de América en que hubiera gobiernos independentistas, y jurada bajo la protección de los virreyes en México y Lima; en el Río de la Plata, los gobiernos actuaron como si jamás hubiera existido, aunque sí fue jurada por los gobiernos de Montevideo y de Salta, temporariamente bajo el gobierno realista.
No obstante, las primeras dos constituciones del país fueron fuertemente inspiradas por esta constitución española, y en parte directamente copiadas de ella.

### Sanción de la Constitución
Instalado en Buenos Aires a mediados de 1817, el Congreso dedicó los dos años siguientes a los proyectos monárquicos, a lidiar con el incómodo vecino que resultaba ser Portugal, a tratar de aplastar a los federales y a teorizar acerca de la futura constitución. No obstante, parece cierto que la comisión que tendría a cargo la redacción y presentación del proyecto de Constitución realizó un exhaustivo estudio de la preexistente legislación argentina y de constituciones extranjeras tales como la de Estados Unidos, Francia –especialmente la de 1791– y la constitución española de 1812. Los miembros del Consejo de redacción fueron José Mariano Serrano, Diego Estanislao Zavaleta, Teodoro Sánchez de Bustamante, Juan José Paso y Antonio Sáenz.

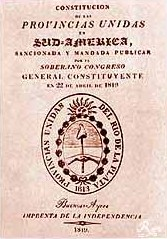
Texto oficial de la Constitución Argentina de 1819.

El proyecto de constitución, texto finalmente propuesto a mediados de 1818, estipulaba que el poder legislativo estaría integrado por una Cámara de Senadores, formada por un número de miembros igual al de provincias, tres militares cuya graduación no bajara de Coronel Mayor, un obispo, tres eclesiásticos, un representante de cada universidad y el director Supremo saliente. La otra Cámara sería la Diputados elegidos por las provincias, a razón de uno cada veinticinco mil habitantes, tendría la iniciativa en materia impositiva y estaba a cargo de la promoción de juicio político a los altos funcionarios del Estado; para ser diputado se requería pertenencia a la Iglesia católica y posesión de un capital propio de 4000 pesos. El poder ejecutivo sería ejercido por un Director Supremo electo por ambas cámaras del Congreso, con su propio Consejo de Estado, quien duraría cinco años en el poder, pudiendo ser reelecto por una única vez. El poder judicial sería ejercido por una Alta Corte de Justicia compuesta por siete jueces y dos fiscales designados por el director, con noticia y consentimiento del Senado. En el plano teórico, su mayor aporte es el paso de la nación como complejo sistema de equilibrio entre estamentos a una suma de todos los hombres individualmente.
Después de sancionada la Constitución, fue anunciada al resto del país por un Manifiesto redactado por el Deán Funes, que mostraba el difícil equilibrio que se había intentado: 

La presente Constitución no es la democracia fogosa de Atenas, ni el régimen monacal de Esparta, ni la aristocracia pacífica o la efervescencia plebeya de Roma, ni el gobierno absoluto de Rusia, ni el despotismo de la Turquía, ni la federación complicada de algunos estados. Pero es, sí, un estatuto que se acerca a la perfección; un estado medio entre la convulsión democrática, la injusticia aristocrática y el abuso de poder ilimitado.

Obsérvese, también, la profunda desconfianza hacia el ejercicio práctico de la democracia, a la que se acusa de causar «convulsión» o, en textos anteriores, de generar conflictos entre «facciones». Si hoy sabemos que la democracia soluciona conflictos entre intereses contrapuestos, casi todos ellos legítimos, en esa época se creía aún poder alcanzar el «bienestar general» por medio de debates pausados y razonados, aún si para ello era necesario excluir a gran parte del pueblo de las deliberaciones.

### Rechazo en el interior
La constitución era de carácter centralista, conservador, pro-monárquica y aristocratizante; no establecía la forma de elección de los gobiernos locales, no declaraba formalmente si era republicana o monárquica, ni tampoco si era unitaria o federal. Era, además, fuertemente aristocratizante: con un senador por provincia, además de varios senadores nombrados (eclesiásticos, militares), no era la voluntad popular lo que predominaba en el Senado. Sus características le ganaron un alto nivel de apoyo y un entusiasta recibimiento por parte del pueblo de Buenos Aires, no así en las demás provincias y ciudades.[cita requerida] Por otro lado, en el Congreso no estaban representadas Salta, San Juan, la Banda Oriental, Misiones, Entre Ríos, Corrientes y Santa Fe.[cita requerida]
La nueva constitución fue sancionada el 22 de abril de 1819 y debía entrar en vigencia el 25 de mayo de ese año, con su juramento en todas las capitales y también por las tropas. Sin embargo, ese día solamente fue jurada en las capitales provinciales que no dependían de la Liga artiguista, es decir en Buenos Aires, Mendoza, Córdoba, Tucumán y Salta, todas ocupadas por los ejércitos del Directorio. Y aún en ellas, el entusiasmo externo no permitía ocultar fuertes prevenciones en contra del texto constitucional: el propio Manuel Belgrano, comandante del Ejército del Norte afirmó públicamente que hubiese deseado una monarquía.
En todo caso, fue la negativa de las provincias litorales la que causó el fracaso de la Constitución: tras un episodio bélico secundario, el nuevo Director Supremo José Rondeau ordenó a todos sus ejércitos que retrocedieran y atacasen Santa Fe. El gobernador Estanislao López llamó a su homólogo de Entre Ríos, y juntos marcharon sobre Buenos Aires. El Ejército de los Andes se negó a obedecer a Rondeau mientras el Ejército del Norte se sublevaba y regresaba a Córdoba a órdenes del general Juan Bautista Bustos. Lo que quedaba de los ejércitos directoriales fueron derrotados en la batalla de Cepeda, causando la caída del Directorio, la disolución del Congreso y el completo abandono de la Constitución. Comenzaba la Anarquía del Año XX, y durante los siguientes treinta y dos años no habría ningún gobierno central. Habría una nueva constitución, pero ésta tendría una aceptación aún menor que la de 1819. La crisis resultaría en un fortalecimiento económico y militar para la ciudad puerto y su provincia, y de autonomía política y problemas económicos para las provincias interiores.

## Sistemas electorales
Un factor que contribuyó a hacer definitiva la ruptura con el rey fue la incorporación –absolutamente novedosa, pero que muy pronto se hizo habitual– del concepto de que los gobernantes accedieran al poder por medio de elecciones. Más allá de las características particulares de esas elecciones, quedó incorporado al sentido común de la época el principio de que los gobiernos no surgidos de elecciones son ilegítimos. Así, toda posibilidad de que el  Río de la Plata regresara a la obediencia del rey Fernando quedaba descartada, entre otras razones, porque no había sido elegido por el pueblo del ex virreinato; y los proyectos monárquicos impulsados por Belgrano o San Martín tenían como condición que fuera el propio Congreso quien los eligiese y que ejercieran su gobierno bajo el control de una constitución.
Formada la Junta Central en 1808, ésta quiso incorporar a su seno, para darse mayor legitimidad, a representantes de todas las provincias y virreinatos. El 22 de enero de 1809 ordenó celebrar elecciones para estos representantes en los cuatro virreinatos y varias capitanías generales entonces existentes. Por alguna razón poco estudiada, esta elección no fue practicada en el Río de la Plata.
Pese a la imagen generalizada de que una élite política y social se esforzó por restringir el acceso del pueblo llano a los comicios, estudios más profundos parecen haber demostrado que las clases más humildes estaban muy poco interesadas en votar en las elecciones.
Durante los años 1810, las normas electorales fueron bastante laxas o, más exactamente, mal definidas: ninguna de las asambleas legislativas le dedicaron tiempo a normas acerca de los comicios, y los detalles de cada elección quedaron a elección del Ejecutivo. Hasta 1815 se trató de elecciones indirectas, sistema por el cual fueron elegidos los miembros de las Asambleas y de los Triunviratos. El sufragio indirecto conservaba al menos una parte de la formalidad hispánica, en la que el acto de votar no era un acto individual, sino el ejercicio de la responsabilidad de asumir, colectivamente, las obligaciones de los vecinos para con la ciudad.
Mientras predominaba el concepto hispánico del "vecino" de la ciudad, ligado a los demás vecinos y aceptado por ellos, iba avanzando el concepto revolucionario francés de "ciudadano", en tanto individuo con derechos individuales, no ligado a su lugar en una jerarquía, aunque sí todavía a su pertenencia a una comunidad en particular; esto es, que los vagabundos, forasteros y marginales quedaban fuera de la ciudadanía.
Desde el Estatuto de 1815 en adelante, se estableció que el voto era un derecho de los hombres mayores de 25 años, propietarios y jefes de familia, que hubieran nacido en la provincia. Esto incluía a los propietarios rurales sin propiedades en las ciudades. Además detallaba que la condición de elector "se perdía" por "ser doméstico asalariado: por no tener
propiedad u oficio lucrativo y útil al país". Obsérvese que no se mencionan los asalariados a secas, sino los asalariados domésticos, es decir, aquellos que vivían en la propiedad del empleador. En la práctica, eso incluía a la totalidad de los trabajadores rurales, los empleados de limpieza, servicio y cuidado en el domicilio, los libertos, y varios grupos más. También estaban expresamente excluidos los dementes, los analfabetos, los notoriamente vagos y los soldados. También se estableció a partir de 1815 el voto directo, por medio de listas de candidatos, y la lista completa, es decir que quien ganaba se llevaba la totalidad de los cargos. Esta norma fue replicada en el Estatuto Provisional de 1817, en la Constitución de 1819, y en la ley electoral de Bernardino Rivadavia de 1821; a pesar de ello, la ley electoral de Rivadavia es frecuentemente mencionada como una iniciativa original, y que "por primera vez" otorgaba el sufragio universal. En cualquier caso, esa supuesta universalidad no sirvió para incrementar el número de votantes, que –en Buenos Aires– varias veces rondó alrededor de los 300 en cada elección.
Desde la formación del Primer Triunvirato en adelante, la elección de los titulares del Poder Ejecutivo formó parte, en todas las provincias y por muchas décadas más, de las atribuciones del Legislativo. No hubo allí ninguna forma diferencial: en todo el país, los electores elegían a la Legislatura, y la Legislatura elegía al Director Supremo, o al Gobernador de la provincia respectiva. De esa forma, tampoco se necesitaba ningún procedimiento reglado para el caso de acefalía. Esta forma de elección de los gobernadores se mantuvo hasta después de la sanción de la constitución de 1853.[cita requerida]

## Primeras constituciones provinciales

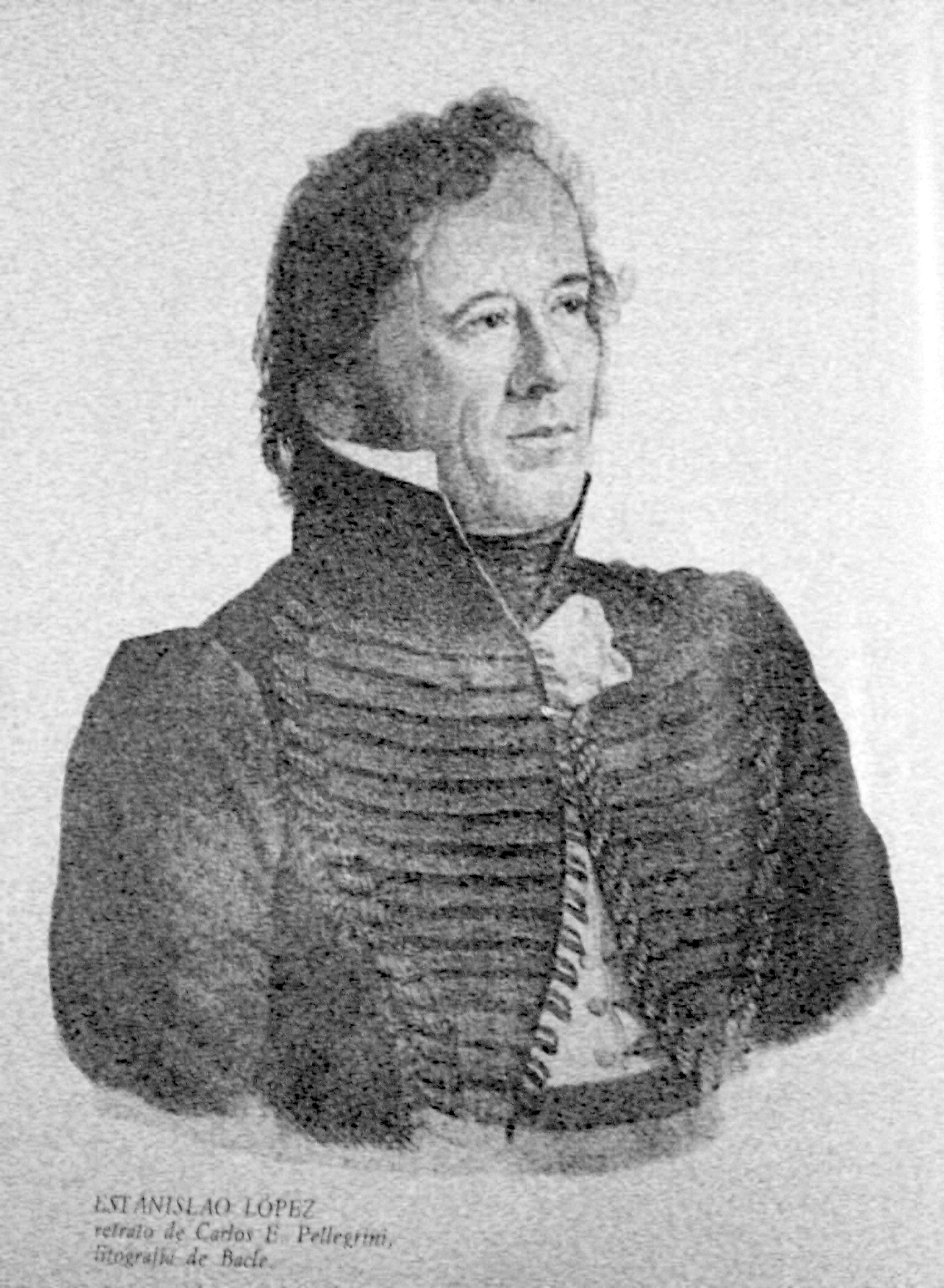
El caudillo Estanislao López, que como gobernador de la provincia de Santa Fe promulgó la primera constitución provincial.

Diez días antes de la sanción de la Constitución nacional, se había firmado un armisticio en la interminable guerra entre el Directorio y la provincia de Santa Fe. Su gobernador, Estanislao López, aprovechó la oportunidad para hacerse elegir gobernador titular y –al mismo tiempo que rechazaba la Constitución nacional– proponer a la legislatura un Reglamento de gobierno provincial. Éste es considerado universalmente como la primera constitución de una entidad subnacional en América Latina; por lo demás, la mayor parte de los países del subcontinente no conseguían afianzar un gobierno respaldado por una constitución, a diferencia de Santa Fe, cuyo Reglamento o –también llamado Estatuto– tuvo muchos años de vigencia.
Si bien algunos autores afirman que el Reglamento fue redactado por el propio López, otros creen que fue obra de su ministro Juan Francisco Seguí, o del cordobés Agustín Urtubey.
Entre sus disposiciones, destaca el artículo 19, que instituyó por primera vez en la historia el voto directo del pueblo para la elección de sus representantes. Se estableció la división del gobierno en tres poderes, se mantuvo a la religión católica como la religión del Estado y única autorizada, se concentraba la mayor parte del poder en el gobernador –era la solución clásica a los tiempos de guerra–, se abolía la tortura, y se obligaba a los tribunales a dejar por escrito los fundamentos de los fallos judiciales.
Según el historiador José Luis Busaniche,

...hay que considerar que era la primera provincia en que se daba una constitución republicana; que no había en el mundo otra república que Estados Unidos de Norteamérica y que estaba tan arraigada la sumisión al absolutismo y a la inclinación a la pompas exteriores del mando, que sólo en 1815 se terminó en Buenos Aires con la costumbre de quemar incienso ante la persona del director supremo.

A la de Santa Fe sucedieron la constitución de la provincia de Córdoba, llamada Reglamento Provisional, del 30 de enero de 1821; el "Estatuto Provisorio Constitucional" de Entre Ríos, del 16 de junio de 1822; el "Reglamento Constitucional para la nueva provincia de Catamarca", del 11 de julio de 1823; y la constitución de Corrientes, del 15 de septiembre de 1824; Si el texto santafesino era bastante corto, el catamarqueño ha sido uno de los más extensos, con 139 artículos. Y, como todos los demás, con la parcial excepción del de Santa Fe, copiaban extensos pasajes del Reglamento Provisional de 1817 y de la Constitución de Cádiz. Ya durante el período del Congreso Nacional de 1824, surgieron las constituciones de San Juan, de 1825 –que causó una revolución y una guerra civil por su tolerancia religiosa–; la de San Luis en 1832; y la de Jujuy tras conseguir su autonomía, en 1835.

## Un congreso en Córdoba

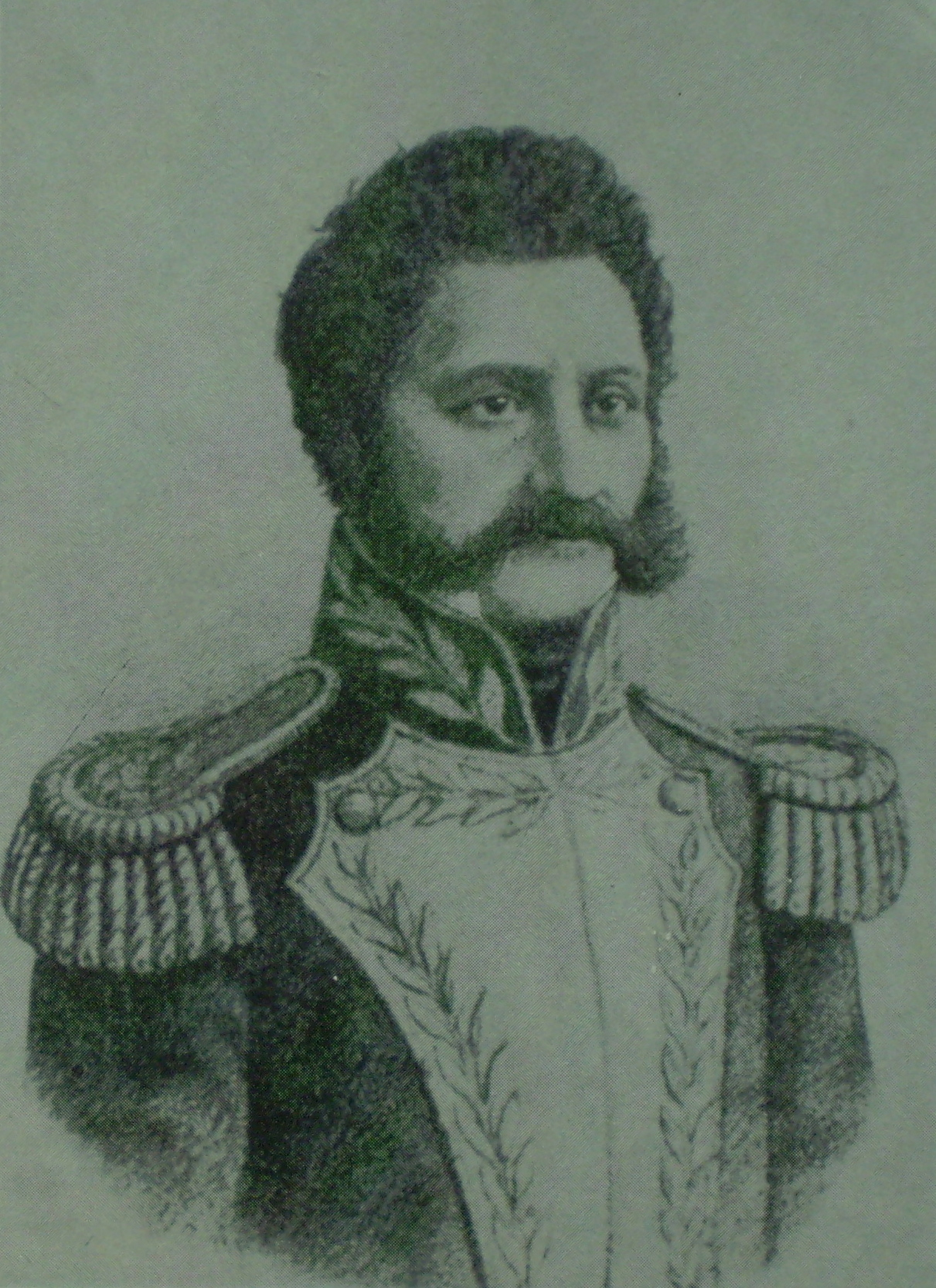
El gobernador Juan Bautista Bustos intentó sancionar una constitución federal por medio de un congreso reunido en Córdoba.

Dueño del Ejército del Norte, el general Bustos se fijó dos objetivos: ser nombrado gobernador de Córdoba –lo que logró en unos pocos días– y reunir en la capital provincial un congreso nacional de orientación federal, con los mismos objetivos del Congreso de Tucumán y la Asamblea, esto es, funcionar como legislatura y sancionar una constitución. El 7 de febrero de 1820 dirigió una circular a las demás provincias, invitándolos al futuro congreso en Córdoba; algunas de ellas respondieron favorablemente, pero la anarquía impidió por el momento avanzar en ese sentido: estaban naciendo nuevas provincias, y varias de las que ya existían veían pasar por el gobierno a una seguidilla de gobernantes efímeros. Bustos aumentó mucho su prestigio cuando logró mediar en el Tratado de Benegas, de noviembre de 1820, con lo que puso fin a la guerra entre Santa Fe y Buenos Aires, y durante la primera mitad de 1821 se reunió finalmente el Congreso.
En agosto de 1821, los diputados reunidos en Córdoba anuncian a sus gobiernos que ya estaban listos para iniciar las sesiones del Congreso. Pero, en Buenos Aires, el ministro Bernardino Rivadavia pidió a la Sala de Representantes que ordenase a los diputados de la ex capital volver a la ciudad; no dio explicación alguna sobre por qué esta decisión, y a cambio propuso que los representantes de Buenos Aires comprometiesen a los demás a que las provincias se entendiesen por medio de pactos durante un año, y que luego se reuniese un nuevo congreso, no necesariamente en Córdoba. Bastó con la salida de los diputados porteños, además de las renuncias de algunos diputados de provincias aquejadas por la anarquía –ésta había terminado en Buenos Aires y Córdoba, pero continuaba en otras provincias, destacándose La Rioja y provincia de Tucumán– para que el congreso se disolviera espontáneamente. El golpe de mano de Rivadavia había tenido éxito.
Tres años más tarde, cuando el general Juan Gregorio de Las Heras fue elegido gobernador de Buenos Aires, varias de las demás provincias le encargaron se hiciera cargo de las relaciones exteriores de las Provincias Unidas. No se trataba de un gobierno constitucional, pero era un remedo de gobierno común a todas las provincias.[cita requerida]

## Constitución de 1826
En 1824 la provincia de Buenos Aires, gobernada por Juan Gregorio de las Heras, invitó a las provincias rioplatenses entonces existentes a un Congreso General. Dieciséis fueron las provincias que formaron parte del Congreso: Buenos Aires, Catamarca, Córdoba, Corrientes, Entre Ríos, La Rioja, Mendoza, Misiones, Oriental, Salta, San Juan, San Luis, Santa Fe, Santiago del Estero, Tarija y Tucumán. En los años siguientes Tarija y la provincia Oriental dejarían de pertenecer a las Provincias Unidas –la primera se integró en Bolivia y la segunda se transformó en el Uruguay–, en tanto que Jujuy declararía su autonomía provincial en 1834, a la vez que Misiones la perdería hasta mediados del siglo XX.

### El Congreso y la Presidencia
El 16 de diciembre de aquel año se instaló el Congreso General Representante de las Provincias Unidas de Sudamérica, eligiendo a Manuel Antonio Castro como presidente. En sus primeras reuniones, la asamblea comenzó a discutir la posibilidad de redactar una constitución nacional y sancionó el 25 de enero de 1825 una norma provisoria con el nombre de "Ley Fundamental", compuesta por 8 artículos, que estableció el orden jurídico básico del país hasta la sanción definitiva de la proyectada constitución.
En abril de 1825, los Treinta y Tres Orientales invadieron la Provincia Oriental con la intención de expulsar al Imperio del Brasil, que la ocupaba desde 1816, y obtuvo algunas victorias. El Congreso decidió enviar un ejército en su ayuda, pero al mismo tiempo observó que para formar un ejército era necesario un Poder Ejecutivo que lo mandase, organizase y financiase.[cita requerida] Temiendo quedar en minoría, los diputados unitarios propusieron y lograron aprobar la duplicación del número de diputados para «darle más autoridad a la constitución». Una vez aprobado este paso, los porteños votaron casi inmediatamente a sus representantes, que asumieron el cargo sin esperar a las elecciones en las otras provincias. Con la mayoría asegurada, el 6 de febrero de 1826 el Congreso creó el cargo de Presidente de la República, y en el mismo acto eligió para ocupar el puesto a Bernardino Rivadavia, figura profundamente rechazada por el interior, y que sería el verdadero artífice de la Constitución. Al día siguiente de asumido, Rivadavia nacionalizó la totalidad del territorio de la provincia de Buenos Aires y depuso al gobernador Las Heras y a la legislatura provincial, llamada por esa época la Sala de Representantes.
Varios diputados federales se retiraron del Congreso, los unitarios quedaron en mayoría y, luego de dos años de deliberaciones, el Congreso aprobó por 42 votos a 11 la Constitución unitaria.

### Características

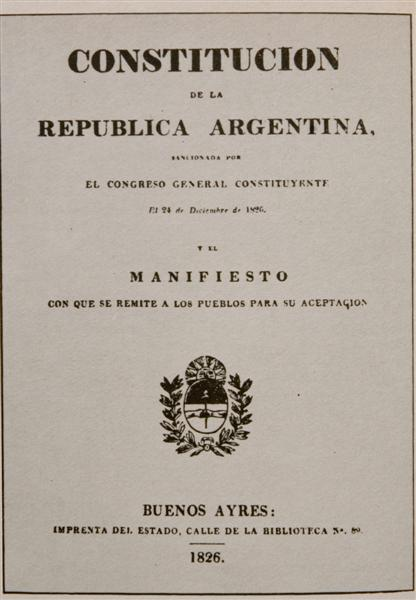
Portada de la Constitución Argentina de 1826.

Esta Constitución era muy similar a la de 1819, sólo que más completa y centralista. Establecía la división de poderes:
- Poder Ejecutivo: Ejercido por el Presidente de la Nación cuyo mandato duraría cinco años, designado en elección de segundo grado, que entre otras atribuciones designaba a los Gobernadores provinciales con acuerdo del Senado, que no tendrían autonomía y su presupuesto debería ser aprobado por el Congreso Nacional.
- Poder Legislativo: Bicameral, con Cámara de Diputados y de Senadores.
- Poder Judicial: Una Alta Corte de Justicia - con 9 Jueces y 2 Fiscales - y los tribunales inferiores.[85]

Lo más destacable es que enumeraba una serie de derechos y garantías que pasaron a la Constitución de 1853. Establecía la religión católica como religión del Estado; sancionaba con pena de muerte o destierro a quien atentare o prestare medios para atentar contra la Constitución; prohibía la confiscación de bienes; se privaba de los derechos de ciudadanía al procesado en causa criminal por la que pudiera resultar pena de muerte. También establecía la inamovilidad de los Jueces y la no disminución de los sueldos.
Una vez aprobada la Constitución el 24 de diciembre de 1826, el presidente nombró comisionados para llevar copias de la misma a las provincias, donde sería jurada en las provincias. Pero primero debía convencer a los gobernadores, en su mayoría federales y opuestos a un texto que tan claramente convertía a las provincias en meras dependencias del gobierno central. Solamente Tucumán, Catamarca y Salta eran gobernadas por unitarios, mientras que las restantes diez eran considerados federales. Diez de las provincias estaban en manos federales, y es a éstas adonde se dirigieron los comisionados, llevando copias de la constitución.

### Rechazo de la constitución
La Rioja, Santa Fe, Entre Ríos, Córdoba, Mendoza, Santiago del Estero, San Luis y Salta rechazaron la Constitución pero manifestaron el deseo de seguir la guerra contra el Brasil "sin el Congreso ni el presidente". La única provincia que aceptó la Constitución fue la Oriental, por obvias razones tácticas. Buenos Aires, que carecía de autoridades, no se pronunció. De modo que la constitución no llegó a entrar en vigencia debido a que no fue ratificada por las provincias.[cita requerida]
Ya en guerra con el Brasil en el año 1827, el presidente envió a ministro García a negociar la paz con el Brasil. El enviado  negoció la entrega de toda la Banda Oriental. La opinión pública protestó enérgicamente. Rivadavia intentó culpabilizar a su ministro, pero pocos días más tarde renunció a la presidencia, seguido del Congreso, que declaró su propia disolución y la del Poder Ejecutivo nacional, quedando en manos de Buenos Aires las relaciones exteriores y la guerra. A partir de este momento el país quedó nuevamente sin gobierno nacional y continuó la lucha feroz entre unitarios y federales. A pesar de la guerra civil, las provincias con igual tendencia política se unieron mediante pactos, tales como la Liga del Interior –unitaria– y el Pacto Federal.[cita requerida]
La falta de un gobierno nacional duraría hasta el Acuerdo de San Nicolás, que dio origen al período constitucional de la Confederación Argentina y precedió a la Constitución Argentina de 1853.

## Un nuevo fracaso: la convención de Santa Fe
Tras la disolución del Congreso y de la presidencia, el sistema político argentino volvió a apoyarse sobre una serie de pactos y tratados entre provincias; no solamente porque era la única forma de asociación política que quedaba en pie, sino porque el nuevo gobernador porteño, el federal Manuel Dorrego, alentó activamente la firma de esos tratados. Frutos de ellos son la cesión de las Relaciones Exteriores de todas las provincias al gobernador porteño; y también la búsqueda de un nuevo congreso interprovincial. Como paso previo a la reunión del nuevo congreso proyectado, el 26 de mayo de 1828 se reunió en Santa Fe una Convención Representativa, con un representante por cada una de las trece provincias, cuyo objetivo era sancionar una serie de tratados que no fueran solamente bilaterales, sino entre todas las provincias.
La Convención no logró adelantar mucho en ninguno de sus objetivos; se vio obligada a aprobar el tratado con el Brasil –por el que se perdía la Provincia Oriental– y poco después a oponerse al golpe de Estado del 1 de diciembre en Buenos Aires. En efecto, las tropas vueltas de la guerra del Brasil, bajo el mando del general Juan Lavalle, derrocaron a Dorrego, lo derrotaron en combate y lo fusilaron.[cita requerida]
Apoyado por la Convención, que lo nombró comandante en jefe de las tropas enviadas a Buenos Aires a luchar, Estanislao López desconoció a Lavalle por conspirador y puso en pie de guerra tres divisiones. El general José María Paz, llegado también del Brasil, marchó hacia Córdoba, donde derrocó al gobernador Bustos, lo venció en combate y causó indirectamente su muerte. Paz lanzó ataques en todas direcciones, e incorporó a nueve provincias a su Liga del Interior, una especie de Estado rudimentario. El tratado por el que se formó la Liga pedía la sanción de una constitución, y se ha argumentado que ésta habría sido federal, a pesar de las ideas personales del general. No obstante, no hay pruebas sólidas de que se estuviese buscando sancionar una constitución, y menos aún de que habría sido de carácter federal.
El 4 de enero de 1831 se firmó el Pacto Federal entre las cuatro provincias del Litoral, que organizaron una serie de avances paralelos sobre las posiciones de la Liga del Interior, de los que resultaron la completa victoria de los federales en noviembre de 1831. Todas las provincias se fueron adhiriendo al Pacto Federal, y los líderes de varias de ellas consideraron llegado el momento de la sanción de una constitución federal. Pero la presión de Juan Manuel de Rosas, gobernador de la provincia de Buenos Aires, con el argumento –válido, pero también útil para enmascarar otras razones– de organizar primero las provincias y después el país, retrasó la discusión.
Molesto por el atraso, el diputado correntino Manuel Leiva escribió varias cartas a los gobernadores, pidiéndoles apoyo para apresurar la sanción de una constitución. En una de ellas, dirigida al ministro de gobierno de Catamarca, decía que

"Buenos Aires es quien únicamente resistirá a la formación del Congreso, porque en la organización y arreglos que se meditan, perderá el manejo de nuestro tesoro, con que nos ha hecho la guerra, y se cortará el comercio de estrangería, que es el que más le produce; pero por esas mismas razones, los provincianos debemos trabajar en sentido contrario a ellos, para que nuestro tesoro nos pertenezca, y para oponer trabas a ese comercio que... nos ha reducido a una miseria espantosa".

Rosas exigió explicaciones al gobernador Pedro Ferré por la conducta de Leiva, al que acusaba de "ideas anárquicas". Pero Ferré respaldó a su enviado y recordó a Rosas que el país estaba en perfectas condiciones de iniciar la organización constitucional. La discusión fue la excusa que utilizó Rosas para retirar los representantes porteños de la convención de Santa Fe, y pronto su ejemplo fue imitado por otras provincias, desorientadas en medio de la marejada de acusaciones entre Ferré y el caudillo porteño. La Convención se disolvió.
A partir del Pacto Federal el país comenzó a ser llamado en todos los documentos públicos Confederación Argentina, reemplazando al de República Argentina, que había compartido desde la sanción de la Constitución del 26 con el nombre original de Provincias Unidas del Río de la Plata.
Durante los siguientes veinte años, los opositores a Rosas –que ocupó el gobierno porteño durante casi todo ese tiempo y sometió a muchos de los demás gobernadores a actuar como meros delegados suyos– invocaron la necesidad de sancionar una constitución como parte de sus objetivos. Pero nada se pudo hacer frente a la negativa del gobierno de la provincia –por mucha diferencia– más poderosa y rica del país.

## Constitución de 1853
En 1851, el más poderoso y uno de los más capaces de los gobernadores aliados a Rosas, el entrerriano Justo José de Urquiza, se pronunció en su contra y prometió a quienes lo acompañaran reunir una convención constituyente. Al frente de una alianza que incluía las provincias de Entre Ríos y Corrientes, el Imperio del Brasil y el Estado Oriental del Uruguay, atacó a Rosas en las cercanías de Buenos Aires, derrotándolo el 3 de febrero de 1852 en la batalla de Caseros.

### De Caseros a Santa Fe
Dos meses después de la batalla de Caseros, se reunieron en el caserón edificado por Rosas en Palermo el general Urquiza y los representantes de los gobiernos aliados –los de Santa Fe, Corrientes y Buenos Aires– y delegaron en el propio Urquiza la dirección de las relaciones exteriores de la Confederación Argentina; este rudimento de poder ejecutivo fue, pues, anterior a la propia Constitución. También se invitaba a los gobernadores de todas las provincias a la firma de un tratado en la ciudad de San Nicolás de los Arroyos, en el cual se decidiría la forma de sancionar una constitución para el país.

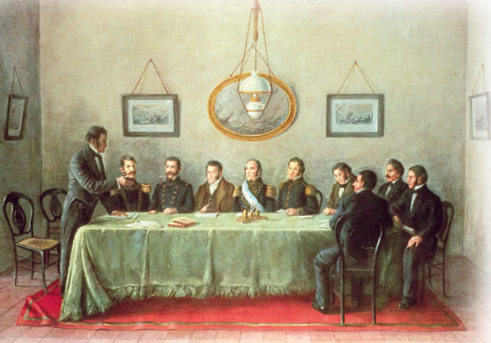
Los gobernadores reunidos para la firma del Acuerdo de San Nicolás.

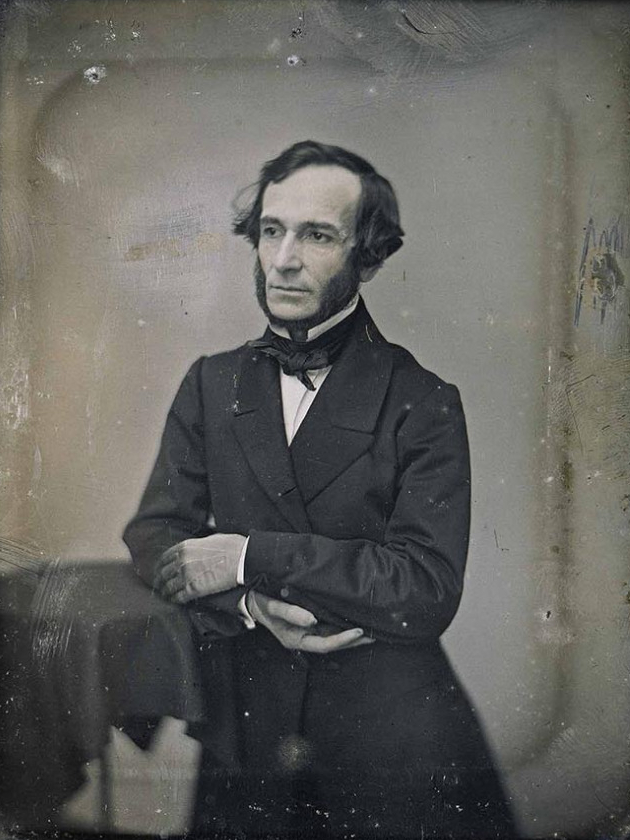
En su libro Bases, Juan Bautista Alberdi incluyó el antecedente más inmediato y más influyente para la redacción de la Constitución de 1853.

La reunión en San Nicolás empezó a fines de junio y la firma del Acuerdo de San Nicolás tuvo lugar el 1 de julio. En él se establecía que el Pacto Federal de 1831 era la ley fundamental del país, se confirmaba la cesión de las Relaciones Exteriores a Urquiza, y se convocaba a un Congreso General Constituyente a reunirse a partir del mes de agosto en la ciudad de Santa Fe, formado por dos representantes por provincia. Todas las provincias se abocaron a nombrar a sus representantes, menos la de Buenos Aires: los porteños llevaban ya varios meses desconfiando de Urquiza, y el hecho de que la representación no fuera con base en la población de cada provincia –lo que habría permitido a Buenos Aires aportar una generosa proporción de sus miembros, muy superior al de las otras provincias– hizo que se negaran a participar en el Congreso Constituyente. Urquiza organizó un golpe de mano con el cual logró expulsar a sus peores enemigos de Buenos Aires y hacer elegir dos diputados. Días más tarde se marchó a Santa Fe, a inaugurar las sesiones del Congreso. Pero los porteños dieron un golpe de Estado, hicieron regresar a sus representantes e iniciaron una guerra civil contra el gobierno de Urquiza. Este decidió seguir adelante sin los representantes porteños.
Poco después de la firma del Acuerdo de San Nicolás fue publicado un Proyecto de Constitución para la República Argentina, redactado por Pedro de Angelis. Paralelamente, Juan Bautista Alberdi estaba escribiendo y un mes después publicó el libro Bases y puntos de partida para la organización política de la República Argentina, cuya segunda edición contenía un proyecto de constitución con una redacción similar a la propuesta de De Angelis, aunque menos cuidadosa de las formas en la parte dogmática. Ambos proyectos estaban basados en la Constitución de los Estados Unidos y en la de España de 1812. La identificación de De Angelis como partidario y de Alberdi como opositor al recién derrocado Rosas llevó a los constituyentes a basarse casi exclusivamente en el texto de Alberdi y a ignorar el de De Angelis para la sanción de la constitución nacional.

### La Constitución de 1853
Sin la presencia de diputados de Buenos Aires, comenzaron a llegar a Santa Fe los constituyentes de las restantes trece provincias –por entonces quedaban fuera de los territorios provinciales, y sin representación política, la mitad de la llanura pampeana, toda la Patagonia, la Antártida y gran parte de la llanura chaqueña. Tampoco todas las provincias estaban correctamente representadas: el general Rudecindo Alvarado, diputado por Salta, y el coronel Domingo Faustino Sarmiento, diputado por San Juan, no pudieron presentarse a los debates. Pero, además, todos los sueldos eran pagados por la provincia de Entre Ríos con la firma de Urquiza. A los pocos que se atrevieron a cuestionar al Capitán General, éste les respondió retirándoles el sueldo, de modo que tuvieron que abandonar Santa Fe.
Las sesiones del Congreso se inauguraron el 20 de noviembre, pero recién el 24 de diciembre se eligió una Comisión Redactora que debía redactar el texto a ser discutido por el resto de los congresales: Manuel Leiva, Pedro Ferré, Pedro Díaz Colodrero, Juan María Gutiérrez y Benjamín Gorostiaga. Éstos aún consideraron que su número era muy alto, de modo que dejaron el trabajo a Gutiérrez y Gorostiaga, de los cuales la redacción quedó en manos de Gutiérrez. Ninguno de los demás diputados trató de debatir con estos dos últimos y los dejaron hacer; cuando se encontraron con el proyecto terminado, varios de ellos se indignaron con el resultado final. Especialmente cuando supieron que, a fin de favorecer la inmigración, la religión católica dejaba de ser la religión de estado –y única permitida– a tener apenas un lugar de primacía, con absoluta libertad religiosa. Algunas semanas más tarde, el mismo Urquiza debió intervenir para forzar a los opositores a la libertad religiosa a aceptar su punto de vista; para algunos diputados le bastaron unas amenazas veladas, mientras que a otros dejó de pagarles el sueldo. Tras un encendido discurso de Gutiérrez, la oposición a la libertad religiosa –que era mayoritaria entre los constituyentes– finalmente cedió a la presión del Encargado de las Relaciones Exteriores de la Confederación.

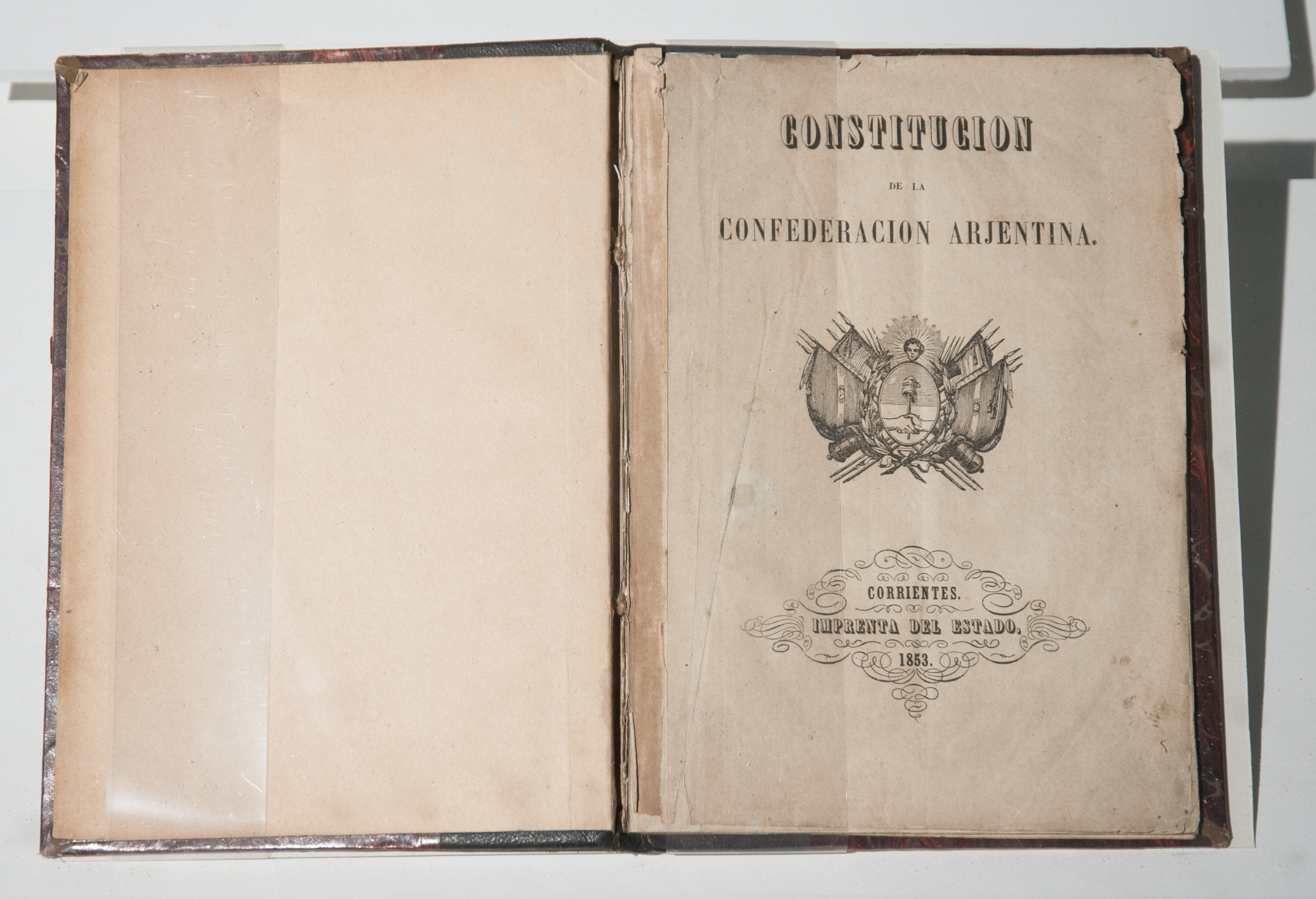
Portada de la Constitución Argentina de 1853.

La primera parte, que contenía las "declaraciones, derechos y garantías" heredaba parte importante de su texto de la Constitución Española de 1812 –a través de la rioplatense de 1826– a lo que se le agregaban las obsesiones principales de Alberdi: favorecer de cualquier modo la inmigración europea, facilitar el ingreso de capitales extranjeros, «poblar el desierto» y quitarles a los indígenas los territorios que aún conservaban tras tres siglos de conquista española. De hecho, varios de los pasajes de las Bases son claros en cuanto a reemplazar la población nativa por población anglosajona.
La segunda parte, que instituye las autoridades de la Nación, fue básicamente copiada de la Constitución de los Estados Unidos. Se le agregaban algunas novedades inéditas, como la duración de la presidencia en seis años pero sin reelección posible, el estado de sitio, los senadores por la Capital y la atribución de los ministros de acudir a las sesiones del Congreso. La mayor parte de estas innovaciones provenían de un texto de Salvador María del Carril, que utilizaba pasajes de la constitución unitaria de 1826.
Cuando los constituyentes se aprestaban a discutir cuidadosamente y en profundidad el texto propuesto por Gutiérrez, Urquiza los apremió para que el texto definitivo estuviese listo para ser jurado el 1 de mayo, aniversario del Pronunciamiento. De modo que toda la discusión quedó reducida a sólo diez noches en que se aprobó lo redactado por Gutiérrez casi sin oposición; los diputados menos locuaces apenas si alcanzaron a decir en voz alta algunas pocas palabras. Las actas de las sesiones se hicieron tan a las apuradas que para más de diez artículos no ha quedado constancia de la discusión. Cerrado el debate por artículos, el conjunto fue aprobado la noche del 30 de abril; y la Constitución fue anunciada al público, aclamada y jurada en Santa Fe y en Paraná, declarada capital transitoria de la Confederación, al día siguiente, 1 de mayo.
El 20 de febrero de 1854 se llevó a cabo la elección de presidente y vicepresidente, siendo elegidos el general Urquiza y Salvador María del Carril, que asumieron sus cargos el 5 de marzo. El 25 de mayo fueron elegidos los diputados y senadores nacionales, y el Congreso de la Confederación inició sus sesiones el 9 de julio.

### Constituciones provinciales
Durante la década que siguió a la batalla de Caseros, el asunto institucional que monopolizó toda la discusión política fue la separación de hecho entre la Confederación Argentina y el Estado de Buenos Aires: la Constitución fue jurada y comenzó a ser aplicada en las trece provincias interiores, pero Buenos Aires se negó a participar en su sanción ni acatarla. Como tampoco reconocían al presidente ni al Congreso, se manejaron como un Estado aparte, al que la historiografía conoce como el Estado de Buenos Aires, que se dio a sí mismo una constitución particular, sancionada el 12 de abril de 1854. Esta situación, mezclada con un sitio a la ciudad de Buenos Aires más cinco invasiones mutuas entre Buenos Aires y la Confederación, se mantuvo hasta el año 1859.
La Constitución disponía que cada una de las provincias se dictaría a sí misma una constitución provincial, que cada provincia sancionó de acuerdo a sus posibilidades en los años siguientes a 1853. Las que ya tenían constitución debieron ajustarla a la redacción de la Constitución Nacional, como fue el caso de Catamarca, una de las primeras en sancionar una nueva constitución provincial; estaba redactada de modo muy similar a la nacional, pero sin el colegio electoral –la Legislatura elegía al gobernador– ni estado de sitio. Aunque el trabajo fue cuidadoso, la Legislatura no aprobó la totalidad de los artículos hasta no haberlos modificado. La sanción de constituciones provinciales duró todos los años 1855 y 1856, y cada provincia se dio una versión local, ligeramente distinta, de la constitución de Alberdi.

## Tres reformas a la Constitución: 1860, 1866 y 1898
El presidente Urquiza veía con preocupación que su tarea estaba aún incompleta, y pretendía resolver la secesión de Buenos Aires antes de dejar el gobierno. También pesaba en el gobierno de Paraná la asimetría económica: con solo un tercio de la población del país, pero con el control del puerto y del Río de la Plata, Buenos Aires concentraba casi todo el comercio de ultramar, cobrando impuestos a cualquier buque que pasara por allí, de forma tal que la Confederación debía optar entre cobrar tasas muy bajas –y, por consiguiente, tener ingresos apenas mínimos– o cobrar impuestos normales y causar una suba de los precios de los artículos suficiente para hacer inaccesible la mercadería importada. A partir de 1855, Buenos Aires incorporó un gran muelle, haciendo que los capitanes atracaran sin excepción en el Estado momentáneamente independiente.

### Cepeda y San José de Flores

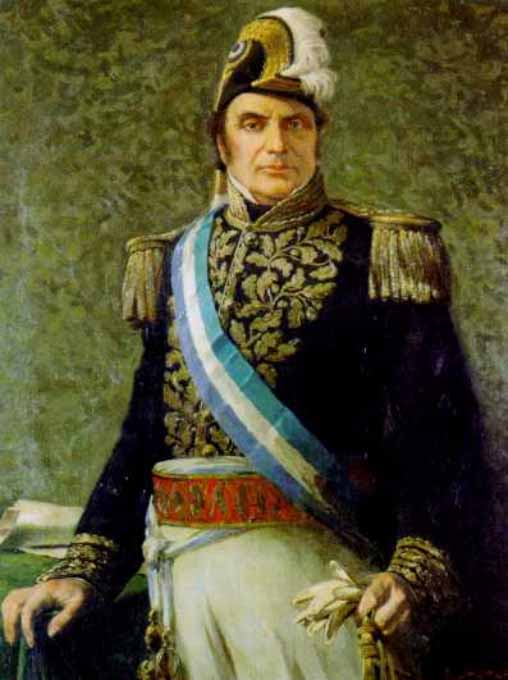
El general Justo José de Urquiza impulsó la Constitución nacional, fue el primer presidente de la Confederación Argentina y logró la unificación de la Nación tras derrotar al Estado de Buenos Aires en Cepeda y acordar con éste la reforma constitucional de 1860.

En 1858 regresó la guerra civil: la Constitución no había frenado la seguidilla de revoluciones que se prodigaban los federales y los liberales (ex unitarios); el asesinato a fines de 1858 de Nazario Benavídez, «caudillo manso de San Juan», desencadenó un ataque de Urquiza a Buenos Aires, que resultó en la victoria de la Confederación en la batalla de Cepeda. A continuación, el presidente llevó su ejército al pueblo de San José de Flores, actual barrio de Flores, en las afueras de Buenos Aires, y lanzó un ultimátum. Gracias a la activa mediación de Francisco Solano López, hijo del presidente vitalicio del Paraguay, se llegó a un entendimiento plasmado en el Pacto de San José de Flores, del 11 de noviembre de 1859. Éste incluía el retiro del ejército confederal fuera de la provincia de Buenos Aires, la renuncia del gobernador Valentín Alsina, la reunión de una convención constitucional provincial que analizaría y podría proponer reformas a la Constitución y –en caso de que lo hiciese– una convención constituyente nacional que analizaría si incorporarlas al texto de 1853. La convención constituyente se haría con una representación proporcional a la población de cada provincia, viejo anhelo porteño.
La convención porteña, reunida a principios de 1859, sesionó durante cuatro meses y propuso una gran cantidad de modificaciones: los documentos públicos deberían ser emitidos en nombre de la «Nación Argentina»; la prohibición de que la Nación cobrase impuesto alguno al Banco de la Provincia de Buenos Aires; la supresión de la norma que declaraba a Buenos Aires capital del país, reemplazada por «la ciudad que se declare Capital de la República por una ley especial del Congreso, previa cesión hecha por una o más legislaturas provinciales, del territorio que haya de federalizarse»; el paso de la Aduana de Buenos Aires a la Confederación; una compensación económica que garantizara a la provincia de Buenos Aires un ingreso equivalente a los ingresos totales obtenidos de la Aduana en el año 1858; y una serie de disposiciones transitorias ligadas –sobre todo– al régimen de ingresos públicos, entre ellas la crucial prohibición, tanto para el Estado federal como para las provincias, de establecer impuestos a las exportaciones –las llamadas retenciones– a partir del 1 de enero de 1867. La reforma, elaborada en su totalidad por la Provincia de Buenos Aires, buscó reducir el poder que las trece provincias que habían formado la Confederación en 1853 pudieran alcanzar en el Estado nacional, para evitar que afectaran los intereses porteños mediante políticas y leyes nacionales. No obstante, buscando defender las prerrogativas de los porteños, hubo algunas medidas que favorecieron también la autonomía de las provincias del interior: se restringían ligeramente las intervenciones federales, los diputados y senadores debían ser nativos de las provincias que representasen o residentes en ellas, y el Congreso nacional no podía juzgar a los gobernadores de provincia. Además se eliminaron dos imposiciones en el mecanismo de la reforma constitucional: la prohibición de la reforma de la Constitución antes de cumplidos los diez años de su vigencia –porque la norma había sido violada por esa misma reforma– y la que reservaba al Senado la iniciativa –porque éstos eran elegidos cada nueve años y la Cámara de Diputados renovada cada cuatro, por lo que «expresa más inminentemente la opinión pública de la mayoría de los habitantes en la época de la reforma».
La Ley nacional 234 del 24 de junio de 1860, que convocaba a la reunión de la Convención Constituyente nacional, fue votada en la Cámara de Diputados por los dos tercios de los miembros presentes, aunque no de la totalidad de escaños. Eso tendría importancia en la reforma constitucional de 1949.

### Reforma de 1860: el poder de Buenos Aires

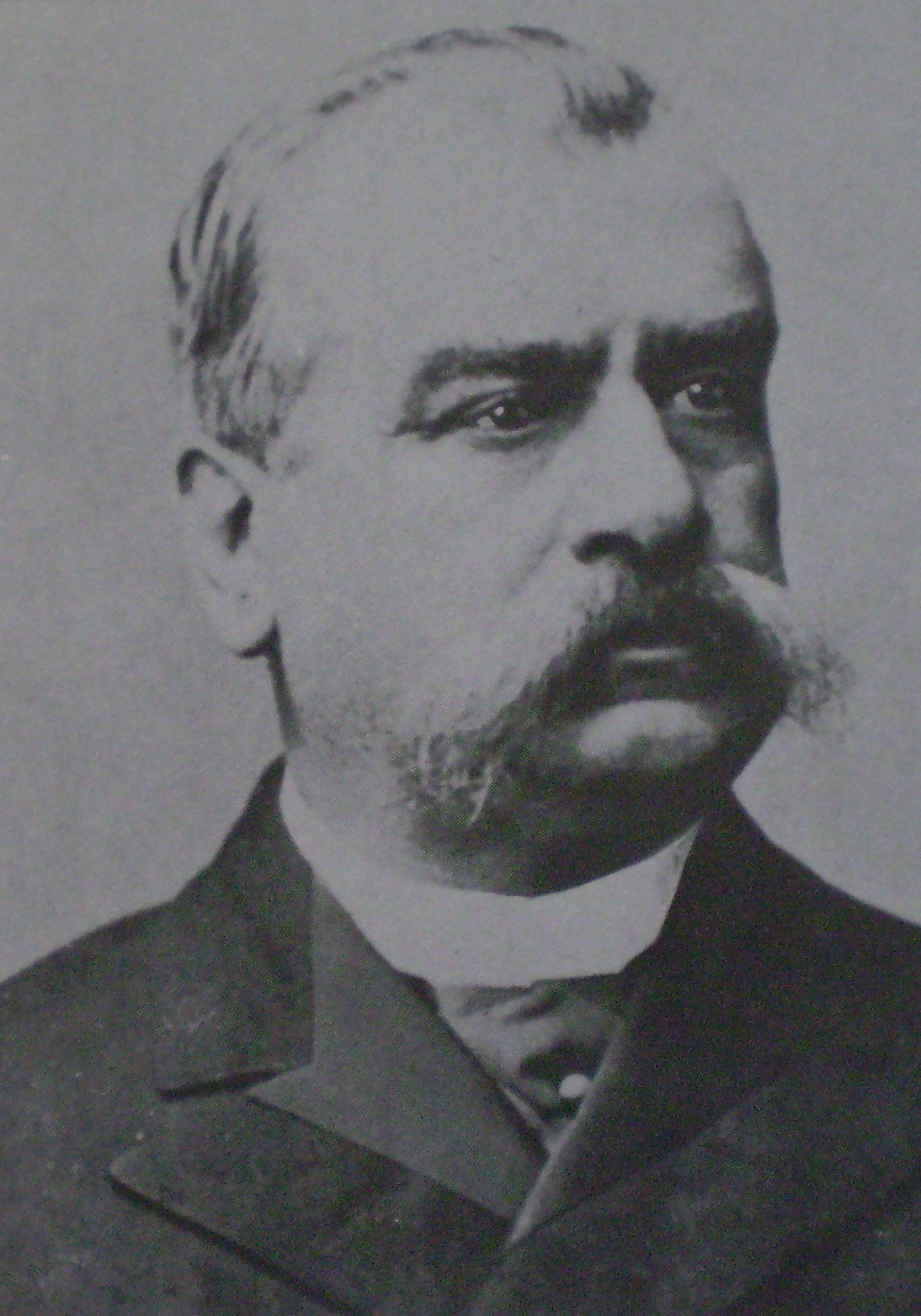
El diputado Benjamín Victorica, cuyo encendido alegato permitió aprobar la reforma constitucional de 1860 sobre tablas.

La Convención nacional se reunió el 14 de septiembre de 1860, cuando ya había asumido como presidente de la Nación el sucesor de Urquiza, el doctor Santiago Derqui. Apenas se habían discutido unos pocos detalles y ninguna reforma, cuando, intempestivamente, tomó la palabra el diputado Benjamín Victorica, proponiendo aprobar todas las propuestas «a libro cerrado», y finalizando con una exclamación digna del estilo parlamentario de la época:

La integridad de la Nación Argentina no se discute entre Argentinos: ¡se hace!

Las reformas fueron aprobadas sin discusión y las sesiones se clausuraron dos días después.
Una vez aprobadas las reformas a la Constitución, el nuevo gobernador de Buenos Aires, Bartolomé Mitre, decidió violar el Pacto de San José de Flores e hizo elegir a los diputados porteños siguiendo la ley provincial, en lugar de la Constitución nacional. Sin considerar las consecuencias políticas, los diputados de las demás provincias rechazaron los diplomas de los diputados porteños. En respuesta, Mitre anunció que desconocía el Pacto de San José, que no reconocía la autoridad del presidente Derqui ni de su Congreso, y se negó a entregarle la Aduana al gobierno federal. Volvió entonces a estallar la guerra civil. Pero esta vez Buenos Aires resultó victoriosa, derrotando al ejército confederal en la batalla de Pavón, destruyéndolo por completo unas semanas más tarde, e invadiendo militarmente a continuación las demás provincias. Derqui renunció, y la Confederación quedó de hecho disuelta.
Bajo la amenaza de las bayonetas porteñas y sin seguir los pasos constitucionales, Mitre impuso su poder a los gobiernos provinciales, que se vieron obligados a aceptarlo como presidente de facto. Desde el Poder Ejecutivo Nacional, Mitre mandó elegir un nuevo Congreso Nacional, en el que los federales fueron proscritos en casi todas las provincias. Poco después el mismo Mitre fue elegido presidente de la Nación por un colegio electoral en que no participaron todas las provincias. Asumió el cargo el 12 de octubre de 1862, fecha en que asumirían los presidentes desde entonces hasta 1928, y de nuevo en 1963. Pese a que destacados dirigentes porteños pretendieron sancionar una constitución unitaria o alguna otra forma de organización que hiciera valer la victoria porteña, Mitre reconoció la vigencia del texto constitucional de 1860 y la totalidad del Pacto de San José de Flores, incluida la nacionalización de la Aduana.
Juan Bautista Alberdi, padre de la Constitución de 1853, criticó ferozmente la Reforma de 1860 y sostuvo que en lo sustancial dejaba sin efecto el texto de 1853, al darle primacía a Buenos Aires sobre las demás provincias, "desmembrando" de esta manera la Nación y reorganizando el país "como enfeudación de la nación á la provincia de Buenos Aires".
A lo largo de los diez o quince años siguientes, el Partido Federal fue derrotado militarmente en todo el país y desapareció.

### Reforma de 1866: restablecimiento del impuesto a las exportaciones
A diferencia de la constitución de los Estados Unidos, que reservaba los derechos de importación a las rentas nacionales y los de exportación a los estados, en la Constitución argentina de 1853 no se contemplaba el cobro de derechos de exportación; en la reforma de 1860 se conservaron solamente para la Nación, y únicamente hasta el año 1866. Pero cuando se acercaba esa fecha límite, el Estado argentino se había involucrado en la guerra de la Triple Alianza, terriblemente costosa y cuyo final permanecía imprevisto para ese entonces. De modo que el senador Valentín Alsina –el mismo que, con su renuncia al cargo de gobernador de Buenos Aires, había facilitado el pacto de San José de Flores– presentó un proyecto para eliminar las cláusulas que prohibían el cobro de esos impuestos, más dos propuestas menores que no fueron consideradas.
La negociación fue larga y compleja, ya que enfrentaba a los dos partidos más importantes de Buenos Aires y del país, el Partido Nacionalista del presidente Mitre y del gobernador porteño Mariano Saavedra contra el Partido Autonomista de Adolfo Alsina y de su padre Valentín Alsina. El resultado fue la elección de una convención constituyente que sólo podía reformar los derechos a las exportaciones y no tenía autoridad para reformar artículos no expresamente citados en la ley de convocatoria, modelo que se ha seguido desde entonces para las sucesivas reformas constitucionales, con la única excepción de la de 1949.
La reforma terminó por definir que la Nación era la única autorizada a cobrar derechos de aduana, tanto de exportación como de importación, y restablecer los derechos de exportación, que habían sido prohibidos a partir de 1866 por la reforma de 1860. Un resultado adicional fue que ciertos derechos a la exportación de mercancías nunca se llamaron «impuestos» sino «retenciones». Éstas serían una de las principales fuentes de financiamiento del Estado nacional durante los siguientes ciento veinte años.
La reforma, además, se dio en el marco de una serie de reformas a las constituciones provinciales, como las de Corrientes, Jujuy, La Rioja, Santa Fe y Santiago del Estero, por defectos de funcionamiento de las instituciones que no se habían hecho evidentes hasta la presidencia de Mitre.

### Una convocatoria condicional en 1881
Durante los años siguientes a la reforma de 1866 fueron presentados un total de veintisiete proyectos de reforma de distintos artículos, ninguno de los cuales obtuvo la declaración de necesidad de reforma por parte del Congreso de la Nación, requisito previo establecido por el artículo 30 de la Constitución nacional.
La única oportunidad durante ese lapso de tiempo en que se llegó a sancionar una convocatoria a una reforma constitucional fue en septiembre de 1880, apenas terminada la fase más violenta de la crisis por la federalización de Buenos Aires, cuando el Congreso sancionó la Ley 1030, que ordenaba reunir una nueva convocatoria. Los objetivos de la convocatoria frustrada eran: por un lado, declarar en el texto constitucional que la capital del país era la ciudad de Buenos Aires; por el otro, modificar el artículo 104, el que afirmaba que «Las provincias conservan todo el poder no delegado por esta Constitución al Gobierno Federal y el que expresamente se hayan reservado por pactos especiales al tiempo de su incorporación»; la reforma se refería a la parte de los poderes expresamente reservados, que había sido agregada en la reforma de 1860.
Pero era una convocatoria condicional: el presidente de la Nación sólo la promulgaría el 30 de noviembre en caso de que la legislatura bonaerense no hubiese anunciado la cesión del partido o los partidos para la instalación de la Capital Federal.
Pero esa ley cediendo el municipio de Buenos Aires para crear la Capital Federal fue aprobada por la Legislatura bonaerense, de modo que el presidente Roca nunca promulgó la Ley 1030.

### Reforma de 1898: ampliación del Estado
A fines de la presidencia de José Evaristo Uriburu (1895-1898), el completo control de la política nacional por parte del Partido Autonomista Nacional (PAN) estaba amenazado por la Unión Cívica, liderada por Bartolomé Mitre y Leandro N. Alem, y por la candidatura presidencial del joven abogado Roque Sáenz Peña. El general Julio Argentino Roca, expresidente durante el sexenio 1880-1886, líder del PAN y candidato a la presidencia, utilizó a los candidatos unos contra otros para asegurarse la victoria. Entre medio de sus maniobras, decidió facilitar la acción del Poder Ejecutivo apoyando un nuevo intento de reforma de la Constitución, que además le serviría para dispersar parte de las discusiones políticas. Debido a su propia ideología conservadora, y a que las amenazas que se buscaban evitar eran las de partidos y candidatos que impugnaban el conservadorismo, la reforma fue muy limitada y conservadora.
El proyecto presentado por el diputado Lucas Ayarragaray en junio de 1897 incluía la reforma de catorce artículos, sobre temas muy variados: la fijación de la capital en la ciudad de Buenos Aires, el cambio del nombre oficial del país de los cuatro mencionados en la constitución a sólo «República Argentina», duración del mandato y forma de renovación de los diputados y senadores, facilidades para que el Congreso reorganizase el sistema tributario y aduanero, eliminación de la prohibición de los azotes y de la esclavitud, establecimiento de una pirámide jerárquica entre los distintos tribunales, eliminación de la necesidad de jurar sobre los Evangelios para la Corte Suprema, representación parlamentaria de los habitantes de los territorios nacionales, limitar el crecimiento del número de diputados nacionales, que acompañaba el crecimiento de la población –que se había duplicado entre el censo anterior en 1869 y el de 1895, y con base en este último los diputados debían aumentar de 86 a 193– y buscar el crecimiento del Estado superando el límite de cinco ministerios –cada uno con su nombre y funciones– establecidos por la Constitución en 1853.
Sin embargo, en el Congreso predominó una actitud prudente y conservadora, optándose por reformar solamente aquellos aspectos que requiriesen menos debates; finalmente quedaron aprobados para su reforma por una Convención constituyentes sólo los artículos 37 y 39 –base poblacional para el cálculo de los diputados de cada provincia–, el artículo 67, prohibiendo fijar aduanas libres en los territorios nacionales del sur, y el artículo 87 –aumentando de cinco a ocho el número de ministerios y dejando de establecer sus nombres y funciones.
La versión reducida del proyecto fue aprobada en julio de 1897 y la elección de convencionales tuvo lugar en enero de 1898, con escasa participación electoral, que dio una amplia mayoría al Partido Autonomista Nacional. Semanas más tarde, dos de las reformas –número de diputados y de ministros– fueron aprobadas por la Convención Nacional Constituyente reunida en la ciudad de Santa Fe. En cambio, la reforma del artículo 67 fue rechazado. El debate sobre estos temas fue muy breve, y casi sin verdaderas discusiones.
El 12 de octubre del mismo año asumió su segunda presidencia el general Roca, que entre sus primeras medidas de gobierno, ese mismo día, incluyó la creación de los ministerios de Obras Públicas, Marina y de Agricultura. Poco antes se había renovado el Congreso de la Nación, fijándose el número de diputados nacionales en 120, en lugar de los 193 que hubieran correspondido en caso de continuar utilizando la base establecida por la Constitución en 1853.
Durante la primera mitad del siglo XX, las discusiones políticas se concentraron en temas que no tenían que ver con la reforma de la constitución –limpieza electoral, obligatoriedad de participar en las elecciones, derechos humanos, derechos políticos y civiles de la población menos favorecida, derechos laborales, etc.– de modo que no prosperó ninguno de los escasos proyectos de reforma constitucional presentados.

## La cuestión de la Ciudad de Buenos Aires y la capital federal

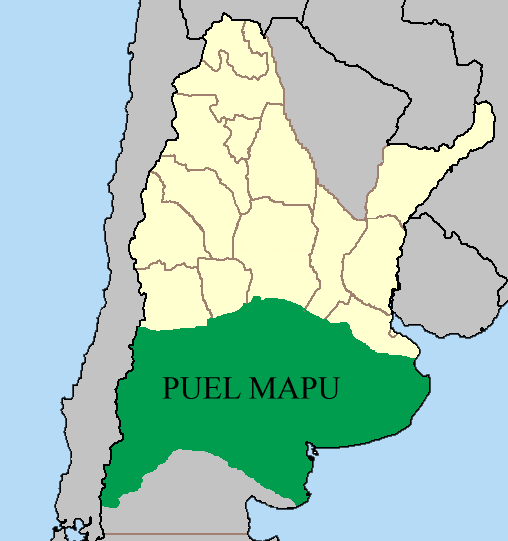
En la primera mitad del las catorce provincias (en amarillo) que constituyeron la República Argentina, ocupaban un territorio cuyo límite sur se encontraba a la altura del Río de la Plata, y cuya única salida al mar era Buenos Aires.

La cuestión de la capital federal de la República fue una de las causas centrales de las guerras civiles. Hacia mediados de XIX, la Argentina estaba conformada como un país cuyo límite sur era la provincia de Buenos Aires y cuyo único contacto comercial marítimo con los demás países debía ser realizado a través del puerto de Buenos Aires, lo que les confería a la ciudad y a la provincia, un valor geopolítico desequilibrante debido a su capacidad para centralizar la actividad nacional. La nacionalización de Buenos Aires, de modo que su riqueza fuera compartida por toda la Nación, se convirtió en un conflicto de primer orden.

### La "cuestión capital"
La Constitución de 1853, aprobada luego de que Buenos Aires fuera derrotada en Caseros, dispuso que la Ciudad de Buenos Aires fuera la capital de la Confederación. La provincia de Buenos Aires se retiró de la convención constituyente sin aprobar el texto de 1853 y se separó de la Confederación.[cita requerida]
La reforma de 1860, elaborada en su totalidad por la provincia de Buenos Aires, cambió radicalmente la situación, al eliminar la cláusula que federalizaba la Ciudad de Buenos Aires y prohibir que el Estado nacional estableciera impuestos a las exportaciones. Incluyó en su lugar una cláusula hipotética, de que una ley especial declararía la capital federal, previa cesión de las provincias a la Nación del territorio donde se instalaría esa capital.[cita requerida]
Después de Pavón, cuando Mitre aún no había asumido el gobierno, una ley sancionada por el Congreso dispuso la federalización de toda la provincia de Buenos Aires, pero fue rechazada por la legislatura porteña. El conflicto solo fue solucionado por medio de la "ley de compromiso", que aplazaba la discusión sobre la cuestión capital por cinco años, mientras permitía al gobierno nacional residir en la ciudad de Buenos Aires y recaudar los derechos de Aduana, garantizando al gobierno porteño su presupuesto anual. Buenos Aires conservaría su Guardia Nacional, destinada a la defensa de la frontera con los indígenas.
Juan Bautista Alberdi, padre de la Constitución de 1853, criticó ferozmente a Mitre y la reforma de 1860 en estos términos: 

Por esos pactos y por esa constitución-contrato, todos los intereses de una de las dos partes [la Confederación de trece provincias], están entregados á la otra [la provincia de Buenos Aires], para su servicio exclusivo. Son pactos de absorción y de enfeudación... La constitución fue reformada, y los pactos fueron celebrados para darles esa perpetuidad. Ese hecho es la integridad de la provincia de Buenos Aires. Esa integridad convierte en propiedad de la provincia, la ciudad-capital de los argentinos (Buenos Aires); el puerto que está en la ciudad; la aduana que existe en ese puerto; y el tesoro de las provincias que consiste en la renta de su aduana... Mientras la ciudad de Buenos Aires sea propiedad de la provincia de Buenos Aires, todos los intereses argentinos seguirán siendo propiedad de Buenos Aires, todas las rentas argentinas seguirán sirviendo de hecho como garantía del presupuesto de Buenos Aires. Perpetuar ese estado de cosas ha sido y será el anhelo natural de Buenos Aires. Cambiarlo ha sido y será el anhelo natural de las provincias. Esa oposición natural de tendencias, esos deseos naturales encontrados, han de mantener la lucha, de parte de Buenos Aires, para seguir gozando del tesoro de la nación; de parte de la nación, para recuperarlo y disfrutarlo. La victoria de Buenos Aires en esa lucha  no es una solución, no es un término de ella: es una tregua, una simple suspensión. Las provincias no pueden abdicar su ser político, ni dejará Buenos Aires su tesoro, su derecho, su poder, como una donación inter-vivos.

No hay tal unión: hay dos países que antes unidos como la colonia puede estar unida a la metrópoli: la una para producir, la otra para gozar; la una para obedecer, la otra para gobernar. Los actos que establecen esa unión, son tan mentirosos como la unión que es objeto de ellos. Esos actos son:

1°. Los pactos de noviembre y de junio.
 2°. La constitución reformada.
3°. La ley de residencia de los dos gobiernos 
en Buenos Aires.

 Los tres forman el código de la desmembración argentina como nación, y la reunión ó reconstrucción como enfeudación de la nación á la provincia de Buenos Aires.
Juan Bautista Alberdi

La cuestión capital causó la división del partido gobernante en dos: el Partido Nacional –liderado por Mitre– y el Partido Autonomista, cuyo líder era Adolfo Alsina; este último defendía la integridad territorial y la autonomía política de la provincia.
Tras la guerra del Paraguay se plantearon toda clase de soluciones a la cuestión capital, incluidas varias ciudades como candidatas alternativas a ser capital de la Nación: dos de las candidatas más comúnmente citadas eran Rosario y Villa María, esta última apenas un pueblo en ese momento, pero que ya era el primer nudo de comunicaciones ferroviarias de la Argentina.[cita requerida]

### 1880: Buenos Aires, Capital Federal
Los gobiernos que sucedieron al del porteño Mitre acumularon conflictos con el de la provincia de Buenos Aires, del cual el nacional era considerado un «huésped», sin derecho a controlar el territorio de la capital, ni la seguridad de las autoridades nacionales. 
El presidente Nicolás Avellaneda se quejaba amargamente de que no tenía autoridad siquiera sobre el vigilante parado en la esquina de la Casa de Gobierno. La reforma de 1860 había habilitado la solución a este problema, proponiendo que alguna de las provincias cedieran un territorio a la Nación para la construcción de una capital federal. Pese a que se ensayaron numerosas alternativas a Buenos Aires, las crisis económicas del gobierno de Avellaneda convencieron a la opinión pública de que no había forma de financiar una capital creada de cero, y que ésta sólo podía ser Buenos Aires, la única ciudad con una escala suficiente para que no le pesara serlo. Pero era fundamental la federalización de su territorio para crear formalmente la capital. Avellaneda dejó bien en claro que pensaba hacerlo, con anuencia de la provincia o no, antes de dejar el sillón presidencial. El gobernador Carlos Tejedor respondió reuniendo las milicias provinciales y comprando cantidades masivas de armamento y municiones. Los diputados porteños ingresaron a la Cámara acompañados de matones armados con armas de fuego, que llegaron a amenazar a los diputados partidarios de Avellaneda apuntándoles con sus armas.[cita requerida]
El Congreso sancionó una ley que prohibía a las provincias la movilización sin permiso expreso del gobierno federal, pero Buenos Aires la ignoró. Tras las elecciones del 11 de abril, en que la candidatura del ministro de Guerra Julio Argentino Roca triunfó ampliamente –excepto en la provincia de Buenos Aires– el derrotado Tejedor ordenó la compra de una gran cantidad de armas; cuando el gobierno federal ordenó la requisa de un barco cargado de armas y municiones destinadas a la milicia provincial, el coronel José Inocencio Arias impidió, por orden de Tejedor, la expropiación de las armas por las fuerzas nacionales.
Ante la actitud beligerante, Avellaneda dispuso el retiro del gobierno federal de la ciudad de Buenos Aires y la designación del pueblo de Belgrano, entonces fuera del ejido porteño, como sede transitoria de gobierno. El Senado, la Corte y parte de la Cámara de Diputados se trasladaron allí. Los diputados y senadores que se negaron a trasladarse a Belgrano fueron, en su mayor parte, separados de sus cargos. A continuación el general Roca puso sitio a la ciudad de Buenos Aires.
El enfrentamiento militar fue particularmente cruento: tras feroces combates en Olivera, Puente Alsina, Barracas y en los Corrales, las tropas de Tejedor quedaron en inferioridad de condiciones y en gran medida faltas de municiones; la derrota estaba consumada. Tejedor disolvió las milicias y presentó la renuncia. Por su parte, el Congreso declaró disuelta la legislatura provincial.
El 24 de agosto de 1880, Avellaneda presentó un proyecto de ley por el cual se declaraba al municipio de Buenos Aires capital de la República y se lo ponía bajo control directo federal. Aprobada el 21 de septiembre, la ley –que solucionaba una carencia que se había creado en la Constitución por el compromiso del Pacto de San José de Flores– fue promulgada el 6 de diciembre por el nuevo presidente, el general Roca.
Tras las elecciones a gobernador y a legisladores provinciales, el 1 de mayo de 1882 el nuevo gobernador bonaerense, Dardo Rocha, promulgó la Ley provincial 1.463, que ordenaba la provincialización del partido de Ensenada, a unos 70 km de la Capital Federal. La ley ordenaba la instalación de la capital provincial en la ciudad de La Plata, dentro del partido de Ensenada. Esa ciudad no existía aún, pero fue edificada en los años siguientes.[cita requerida] En 1887, con La Plata en plena construcción, la Capital Federal sería beneficiada con la incorporación de los territorios de los partidos de Belgrano y Flores, más una pequeña fracción del de San Martín –el barrio de Villa Devoto– agregada al año siguiente.

## Territorios y provincias
La Constitución argentina es un pacto interprovincial, realizado en 1853 entre trece provincias, a las que en 1860 se sumó Buenos Aires.
En aquel momento el territorio de las provincias sumaba 1,1 millones de kilómetros cuadrados. En los años siguientes Argentina extendería  su territorio –casi lo triplicaría– incorporando en la segunda mitad del siglo XIX un gran sector de la llanura chaqueña, un gran sector de la llanura pampeana y la Patagonia oriental, territorios habitados por diversos pueblos indígenas. Más adelante, en los siglos xx y xxi, Argentina extendería su territorio aún más, al continente antártico y a la plataforma continental submarina.   
Pese a la gran ampliación territorial, durante más de un siglo los territorios incorporados y sus poblaciones no fueron organizados como provincias, manteniendo un estatus irregular como "territorios nacionales", gestionados por el gobierno nacional. Debido a la organización del sistema electoral constitucional basado en las provincias, la población de los territorios nacionales carecía de derechos políticos plenos.
Recién a mediados de la década de 1950, el gobierno nacional decidió "provincializar" los territorios nacionales. Entre 1951 y 1955 se establecieron por ley 9 provincias nuevas.[cita requerida] Luego de algunas contramarchas, en 1990 se constituyó la última provincia: Tierra del Fuego, Antártida e Islas del Atlántico Sur. Desde ese momento la Argentina ha estado integrada por 23 provincias.[cita requerida] Solo la población de la Ciudad de Buenos Aires no constituye una provincia, pero la reforma constitucional de 1994 le concedió a la ciudad facultades autónomas que la asimilan en muchos aspectos a una provincia, aunque sin serlo.
La Constitución establece que "corresponde a las provincias el dominio originario de los recursos naturales existentes en su territorio", pero no define las jurisdicciones y facultades correspondientes a la Nación, las provincias y la Ciudad de Buenos Aires sobre el subsuelo, el mar y la plataforma continental.[cita requerida]
Las leyes 17.094, 17.500 y 18.502, la Ley 24.922 (Pesca) y la Ley 26.197 (hidrocarburos), han delimitado las jurisdicciones nacional y provinciales sobre el subsuelo, el mar y la plataforma continental.[cita requerida]

## Evolución de las leyes electorales
No existen muchos estudios sobre la forma de las elecciones en la época de Rosas; todo indica que se continuó con las normas de los tiempos de Rivadavia: voto cantado, a lista completa, y la Sala de Representantes elegía al gobernador. La principal diferencia estaba en que, a partir de 1835, ya no se permitieron listas de oposición; no es que estuvieran prohibidas durante tantos años, sino que quienes las presentaban corrían el riesgo de ir a la cárcel o de ser asesinados. En las provincias el sistema era muy similar, aunque había casos en que se requería una mayoría especial para elegir gobernador, como en la elección de 1825 en Córdoba, en que Bustos no pudo ser reelegido porque ganó solamente por un voto, lo cual no era suficiente para asumir el cargo; es por eso que el caudillo terminó forzando la elección.
Después de Caseros, en el Estado de Buenos Aires rigió un sistema electoral uninominal, es decir que cada candidato a legislador era elegido por un distrito, y cada distrito elegía a un único candidato. En cambio, en la Confederación --y luego de Pavón en todo el país--, los diputados eran elegidos a lista completa, eligiéndose una lista por provincia, de acuerdo a la Ley N.º 140, Ley Nacional de Electores, de septiembre de 1857; a partir de 1882 se le agregaría una lista por la Capital Federal. El presidente era elegido por un colegio electoral elegido ad hoc. Las elecciones incluían un gran despliegue de violencia, abusos y fraude electoral, lo que llevó a que la principal oposición no fuera al sistema político, social o económico imperante, sino a la corrupción electoral; ese fue el principal objetivo de la Unión Cívica Radical, nacida de la revolución de 1890.
En busca de una solución a una situación que avergonzaba a tantos, en 1902 el ministro del interior Joaquín V. González propuso y obtuvo una reforma electoral que imponía la elección de los diputados por circunscripciones uninominales, tratando de incorporar a las minorías electorales al Congreso. En total se organizaron 120 circunscripciones. Pero, dado que las prácticas fraudulentas no cesaron --quizá el único distrito donde se votaba con alguna libertad era la Capital--, el público no acudió a las urnas más que en la proporción mínima habitual, los radicales --que llevaban una década negándose a concurrir a elecciones falseadas-- no levantaron su abstención, y las minorías quedaron una vez más fuera de la elección, con una notable excepción: Alfredo Palacios fue el primer diputado socialista de Hispanoamérica. Las elecciones de 1906 se hicieron con la ley anterior.

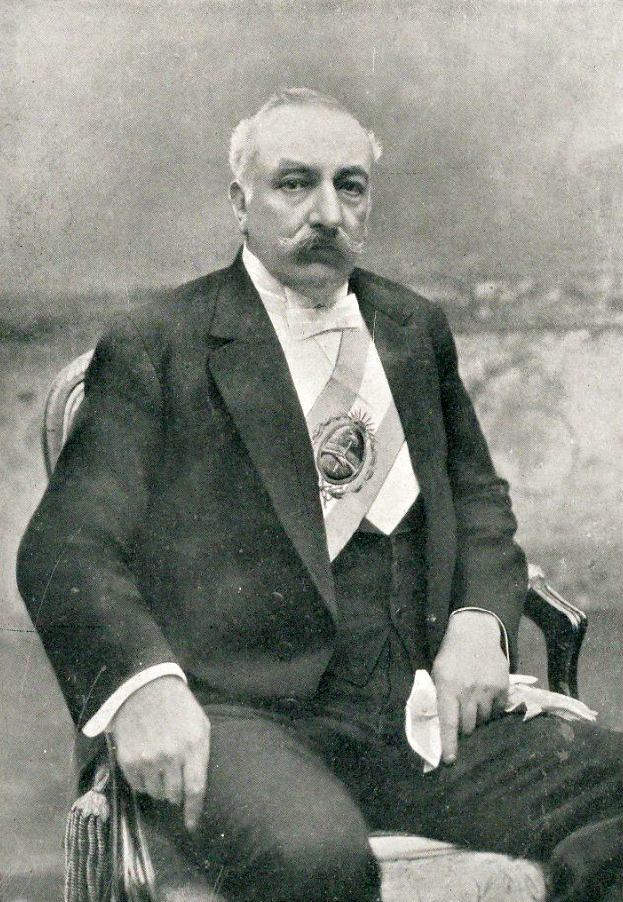
El presidente Roque Sáenz Peña fue el promotor de la ley electoral que lleva su nombre, y que contribuyó a la democratización del país.

En 1910 fue elegido presidente Roque Sáenz Peña, cuya principal promesa electoral era la limpieza electoral. Acompañado por su ministro Indalecio Gómez logró la sanción de la Ley 8.871, conocida como Ley Sáenz Peña, que imponía el voto universal --de todos los varones--, secreto y obligatorio, con distritos provinciales, y lista incompleta: la mayoría o primera minoría se llevaba dos tercios de los candidatos del distrito de que se tratase, y la segunda lista por número de votantes el tercio restante. Lo mismo regía para las elecciones de electores de presidente. Al igual que en el régimen anterior, los territorios nacionales no elegían autoridades nacionales. Los conservadores creyeron que esto los mantendría en el gobierno y los radicales llegarían a ser una minoría legal. No fue así: los radicales levantaron inmediatamente su abstención y ganaron las elecciones de la provincia de Santa Fe apenas semanas después de la promulgación de la Ley. Pese a que las prácticas desleales continuaron funcionando en las provincias del interior del país, con grandes abusos por parte de las policías provinciales, en 1916 llegaba a la presidencia el líder radical Hipólito Yrigoyen. Éste dedicó una parte importante de su mandato a intervenir las provincias gobernadas por los conservadores, para evitar que las policías provinciales volcaran las elecciones por medio de la violencia y la falsificación de documentos. La misma ley siguió en efecto hasta el golpe de Estado de 1931.
Tras el fracaso electoral de 1931, en que sorpresivamente los radicales ganaron las elecciones contra todo el aparato de la dictadura, el dictador José Félix Uriburu decidió anular estas elecciones y alterar la ley electoral, volviendo para los electores de presidente a la ley electoral anterior a 1912, mientras se conservaba la Ley Sáenz Peña para la elección de diputados. Los senadores, por su parte, siguieron siendo elegidos por las legislaturas, con una ley casi idéntica a la que regía desde 1862. La Corte Suprema, que había legalizado el golpe de Estado, no protestó por los abusos de la ley electoral sancionada sin un Congreso, ni tampoco por el fraude electoral. El "fraude patriótico" fue el recurso ilegal por el cual los conservadores y los radicales antiyrigoyenistas recuperaron el poder y lo conservaron hasta el final de la Década Infame.

## Reforma justicialista de 1949
En 1946 llegó al poder el Partido Peronista, que tenía la ambición de modificar fundamentalmente la estructura económica, social y política del país. Con una amplia mayoría en la Cámara de Diputados y la casi unanimidad en el Senado tenía, también, la posibilidad de hacerlo a través de la reforma de la Constitución.
Entre los promotores de la reforma se puede citar al joven diputado John William Cooke, que propuso en 1948 un proyecto de reforma constitucional que incluía la elección directa de senadores y presidente, el voto para los habitantes de los territorios nacionales, la inclusión de derechos laborales y de familia, más la declaración de la función social de la propiedad privada.
A diferencia de Cooke, Raúl Scalabrini Ortiz no ejercía ningún cargo público, pero era una voz autorizada entre los intelectuales peronistas; con una larga trayectoria denunciando la dependencia del país de la influencia británica, reclamaba el control de la Nación sobre recursos económicos esenciales y monopólicos, como la explotación del petróleo y los ferrocarriles, la eliminación de ventajas otorgadas a la inversión extranjera por sobre el capital nacional y medidas tendientes a facilitar el control y la promoción de la actividad privada argentina.
El principal redactor de las reformas a la Constitución fue Arturo Sampay, que ya había analizado en profundidad la constitución de la provincia de Entre Ríos. Analizando la situación social del país desde el punto de vista de la doctrina social de la Iglesia, promovía la asociación de la dignidad de las personas con el trabajo, que el Estado abandonase su «neutralidad» en los conflictos entre las empresas y sus empleados, y la concepción del Estado como gerenciador del bien común y del bienestar de cada argentino; desde ese punto de vista, fue un promotor del estado del bienestar. Gran parte de los artículos que se modificarían lo serían con el lenguaje y la orientación ideológica de Sampay.

### Proceso de reforma
En el año 1949, el peronismo finalmente impulsó la reforma constitucional, apoyándose en sus mayorías en ambas cámaras. Un primer obstáculo se presentó cuando la oposición objetó que el proyecto de ley no contemplaba con precisión cuáles serían los artículos a modificar. Tras algunas dudas, los peronistas impusieron el punto de vista de que, siendo tan profunda la reforma que creían necesaria, convenía no limitar a la Convención Constituyente. Otro problema se presentó cuando la bancada opositora reclamó que los dos tercios de votos necesarios para declarar la necesidad de la reforma se calculasen sobre el total de bancas existentes. El peronismo interpretó, en cambio, que –como ya había ocurrido en la reforma de 1898– bastaban los dos tercios de los votos de los diputados presentes; y, en efecto, sobre 132 diputados presentes, el peronismo triunfó con 98 votos a favor contra 34 en contra. En el Senado, en cambio, el oficialismo obtuvo la totalidad de los votos: los dos únicos senadores opositores, de la provincia de Corrientes, habían sido exonerados de la Cámara como resultado de la intervención federal del gobierno radical de su provincia.
La convocatoria a la Convención Constituyente fue promulgada por el presidente, general Juan Domingo Perón, el 3 de septiembre de 1948. Los radicales y demás opositores afirmaban, también, que el principal objetivo del peronismo era lograr la reelección del presidente Perón; hasta entonces, sin embargo, Perón se había mostrado alternativamente contrario o indiferente a esa cuestión.[cita requerida]
La primera sesión tuvo lugar el 24 de enero de 1949, con la asistencia de los 109 convencionales peronistas y los 49 radicales, únicos partidos que obtuvieron representación. La bancada radical impugnó la legitimidad de la Convención, basándose en su reclamo por la base sobre la cual debían haberse calculado los dos tercios de los votos. Planteados los cambios de varios artículos, a instancias de varios diputados oficialistas se propuso la reelección presidencial. La oposición, afirmando que toda la reforma estaba orientada solamente a garantizar la continuidad del general Perón en la presidencia, abandonó el recinto, no participando en ninguna de las demás sesiones.
Las sesiones continuaron sin la presencia de ningún opositor, con la votación de los artículos a cambiar, y culminando su trabajo el 11 de marzo de 1949. El 16 del mismo mes fue jurada la Constitución por todos los convencionales, incluidos los radicales.

### Reformas sociales, políticas y económicas
El texto constitucional fue resultado de una cuidadosa comparación iniciada por el estadígrafo español José Figuerola entre todos los proyectos presentados en la historia argentina para la reforma constitucional, más las constituciones de veinticinco países. El encargado de terminar el proyecto, y también de presentarlo y justificarlo ante la Convención, fue el convencional Arturo Sampay.
Se modificó el preámbulo, se incorporaron siete artículos nuevos, más algunas «disposiciones transitorias», doce artículos fueron borrados, y ochenta y tres artículos fueron modificados.
En cuanto a la organización política del Estado, se unificó la duración del mandato de senadores, presidente y diputados en seis años, se establecieron las elecciones directas para todos los cargos, se prohibió la reelección inmediata de todos los cargos menos los de presidente y vice, que podían ser reelegidos una vez. Las mayorías especiales se alcanzarían con dos tercios de los miembros presentes de cada cámara, se incorporaba el derecho a votar para diputados, senadores y presidente a los habitantes de los territorios nacionales, y se habilitó la reelección por una única vez del presidente y vicepresidente de la Nación.
Este fue el punto más cuestionado por la oposición de toda la reforma: repetidamente, Moisés Lebensohn acusó al peronismo de haber organizado una farsa de reforma constitucional, afirmando que lo único que les interesaba era la reelección de Perón. Los oficialistas explicaban que no podía existir una verdadera libertad electoral si se le prohibía al pueblo votar por quien quisieran, especialmente cuando fuera un expresidente.
Se prohibieron las diferencias raciales en los procedimientos judiciales y policiales, se confirmó la existencia del habeas corpus, se ordenó que las cárceles educasen a sus internos y se incluyó, entre las potestades de la Corte Suprema, la dhttp://joserubensentis.blogspot.com/e actuar como cámara de casación.
Se declaró la función social de la propiedad y del capital y se habilitó formalmente al Estado a intervenir en la planificación económica. Se nacionalizaron todos los minerales extraíbles de minas, las caídas de agua aprovechables para energía, los yacimientos de petróleo, carbón y gas y los servicios públicos, que nunca podrían ser enajenados o concedidos a empresas privadas, se encargaba al Estado el manejo de la importación y la exportaciones. Se declaraba asegurada la iniciativa privada en las demás actividades, aunque se prohibían las prácticas monopólicas y la usura. Se adjudicó al Congreso la potestad de crear bancos oficiales, legislar sobre el régimen bancario, el crédito y la emisión monetaria. Se autorizaba a fijar presupuestos de hasta un máximo de tres años, lo cual facilitaba la concreción de los planes quinquenales.
Los convencionales opositores, todos ellos de la UCR, asumieron la defensa del ordenamiento jurídico-económico que el justicialismo pretendía desplazar con estas reformas económicas. Si bien una buena parte de los radicales apoyaban alguna modificación del rumbo económico y la destrucción del modelo puramente agropecuario, temían que esos cambios tuvieran consecuencias negativas en manos de un movimiento al que seguían considerando apenas una variante local del fascismo. También creían que iba a afectar negativamente en las inversiones extranjeras.
Se establecía una protección especial para las familias, mientras se igualaba la esposa con el esposo y se declaraba la patria potestad compartida. Por primera vez se planteaba una protección especial para los ancianos. Se autorizaba al Estado a crear escuelas primarias, secundarias y universidades, para las cuales se oficializaban los principios de la Reforma Universitaria. Se declaraba que los trabajadores tenían derecho a que se los dotara de un trabajo, se los capacitara, se cuidara su salud y recibir sueldos justos. Inesperadamente, no se garantizaba el derecho de huelga, lo cual alarmó tanto a la oposición como a muchos oficialistas. De hecho, ni siquiera se mencionaba a los sindicatos, considerados la «columna vertebral» del peronismo.
En el artículo 34 surgió la figura del “Estado de prevención y alarma” en caso de alteración del orden público. Mientras los peronistas lo describían como una variante del estado de sitio, despertó una gran repulsa por los sectores que temían que esa medida se usara discrecionalmente. Desde el oficialismo no se respondía ese argumento, y se concentraban en diferenciar el estado de sitio con el estado de alarma.
La del 49 fue la reforma más amplia y más profunda que tuvo la constitución de 1853, y varios autores la consideran una constitución completamente nueva. Sin embargo, su aplicación tuvo una duración de poco más de seis años, y muchas de sus disposiciones no llegaron a ser aplicadas en la práctica.

### Derogación de la Constitución justicialista
En mayo de 1955, en medio de la crisis entre el peronismo y la Iglesia católica, una ley sancionada por el Congreso declaró la necesidad de la reforma parcial de la Constitución, con el objeto de sancionar la separación completa de la Iglesia y el Estado. Sin embargo, el golpe de Estado del mes de septiembre hizo fracasar la convocatoria.
En septiembre de 1955, un golpe de Estado derrocó al presidente Perón y a los tres poderes de los gobiernos nacional, provinciales y municipales. Si bien inicialmente los miembros de la dictadura resultante proclamaron –no muy sinceramente– que no habría «ni vencedores ni vencidos», pronto un golpe de Estado interno llevó al poder a los grupos más fanáticamente antiperonistas, dedicados a borrar de la historia al gobierno depuesto y sus efectos.[cita requerida]
El nuevo gobierno, declaradamente liberal, se negaba a admitir la injerencia del Estado en la economía, o aceptar que los derechos de la clase trabajadora se igualasen con los de las clases altas. Un decreto llegó a prohibir no sólo los símbolos peronistas, sino el simple hecho de nombrar al Partido Peronista, al expresidente y a su fallecida esposa, Eva Perón; quien incurriese en ese «delito» era pasible de ser condenado a varios años de prisión. Faltaba tomar una decisión respecto a la Constitución del 49.
El 27 de abril de 1956, el dictador Pedro Eugenio Aramburu anunció por un simple bando, y sin cumplir ninguno de los pasos establecidos en la Constitución, la abolición de la Constitución vigente y la reposición del texto de 1853, con sus reformas de 1860, 1867 y 1898.

## Reformas bajo regímenes dictatoriales: 1957 y 1972
El bando o proclama que derogó la constitución del 49 hacía algo más que sólo reponer un texto constitucional que había sido reemplazado: también supeditaba la aplicación de la constitución a «los fines de la Revolución enunciados en las Directivas Básicas del 7 de diciembre de 1955, y las necesidades de la organización y conservación del Gobierno Provisional»; esto es, la Constitución se aplicaría siempre y cuando lo quisiera el gobierno, que se guiaría, antes que por ella, por un listado de objetivos que el mismo gobierno había fijado cuatro meses antes. Entre los cuales, por cierto, se contaba la defensa de la propiedad privada y de «las condiciones propicias a la inversión de capitales extranjeros».

### Reforma de 1957
El 12 de abril de 1957, la dictadura convocó a una convención constituyente, cuyo principal objetivo era convalidar la anulación de la constitución de 1949, aunque fue autorizada a discutir algunos cambios en hasta 30 artículos que fueron detallados en la convocatoria. La elección dejó afuera al Partido Peronista, que –sin embargo– se manifestó a través del voto en blanco y obtuvo más votos que cualquiera de las listas partidarias, con lo que demostró conservar una importante adhesión.
El 30 de agosto de 1857, fecha del inicio de las sesiones, los convencionales de la Unión Cívica Radical Intransigente más algunos de otros partidos manifestaron que la Convención era nula, porque no había sido convocada por el Congreso de la Nación, y se retiraron sin asumir sus bancas. Sólo 125 de los 205 convencionales electos tomaron parte de las sesiones, aunque este número continuó disminuyendo en los días siguientes, mientras que el cuórum se alcanzaba con 104. A continuación, la Convención, formada casi exclusivamente por radicales «del Pueblo», socialistas, conservadores, demócrata cristianos y demócrata progresistas, aprobó la anulación de la constitución del 49 y la reposición del texto original de 1853, con sus reformas de 1860, 1867 y 1898.
Luego se inició la discusión de los artículos que podrían ser modificados, cuando eran ya 118 convencionales. El 14 de octubre se presentaron los despachos de la comisión redactora, proponiendo reformas sobre la progresividad de los impuestos y coparticipación federal, el régimen municipal de la Capital Federal, derechos humanos y garantías individuales con énfasis en la limitación de las atribuciones del Poder Ejecutivo, varios derechos laborales, familiares y sindicales, prohibición de la discriminación, energía, garantías procesales y recurso de amparo, intervención federal y estado de sitio, el establecimiento de un Tribunal de Cuentas, la oficialización del voto universal, secreto y obligatorio, atribuciones del Estado para intervenir en la economía, la elección de diputados por lista incompleta, un tercer senador por provincia, elección directa del presidente, y un jurado de enjuiciamiento para el Poder Judicial.
La discusión se inició con el despacho de derechos laborales y sindicales, que fue aprobado por los radicales con unos pocos apoyos externos, para disgusto de los sectores conservadores y sus aliados. Sin embargo, la mayoría se vio obligada a negociar el retiro de algunos derechos de los trabajadores con los conservadores, que hicieron fracasar una de las sesiones. El texto se agregó a continuación del artículo 14, sin llegarse a recibir una numeración, por lo que –cuando la Convención se cerró– pasó a llamarse el artículo 14 bis.
A continuación se inició la discusión acerca de las disposiciones sobre intervención del Estado en la economía, inspiradas en el artículo 40 de la constitución del 49; teniendo en cuenta la tendencia que percibían como "dirigistas" y "colectivistas", las bancadas conservadoras temieron que fuese aprobada una norma que otorgase mucho poder al Estado para intervenir en la actividad económica. Cuando los radicales se propusieron avanzar en ese aspecto, se retiraron nueve diputados de un sector de la misma UCRP y once convencionales conservadores, quedando las sesiones sin cuórum. La Convención esperó hasta el 25 de octubre la reincorporación de los retirados y, como ésta no se produjo, el 14 de noviembre la minoría que aún se reunía en la sala de sesiones dio por concluidas sus sesiones. Sólo había alcanzado a convalidar la anulación de la constitución justicialista, la reposición del texto anterior y el agregado del artículo 14 bis.

### El artículo 14 bis
Al inicio de los debates por los derechos laborales y sindicales, dieciocho convencionales conservadores se retiraron, dejando a la convención sin cuórum. Poco después, los radicales debieron renunciar a varias de las reformas de este artículo a cambio de la reincorporación de los convencionales conservadores. Así quedaron fuera del articulado de la reforma el derecho a la seguridad e higiene en los puestos de trabajo, a la formación profesional, la protección contra el desempleo, rehabilitación de los incapacitados laborales, protección a la minoridad, la infancia y la maternidad, y se cambiaron los derechos sindicales por «garantías».[cita requerida]
En cambio, fueron incorporadas algunos derechos, divididos en tres párrafos: uno acerca del derecho individual del trabajo, el segundo sobre el derecho colectivo del trabajo y el tercero dedicado a la seguridad social. A los trabajadores se les reconocían los derechos a cobrar un salario mínimo, vital y móvil, igual remuneración por igual tarea, protección contra el despido arbitrario, estabilidad del empleado público y organización sindical.[cita requerida]
A los sindicatos se les «garantizaban» la capacidad de concertar convenciones colectivas de trabajo, el derecho de huelga, el recurso a la conciliación y la prohibición de ser despedidos mientras sean delegados sindicales.[cita requerida]
Además, se declaraba que la seguridad social está formada por un seguro social obligatorio, jubilaciones y pensiones móviles, protección integral para su familia, derecho a tener un bien de familia, el salario familiar y el acceso a una vivienda digna.[cita requerida]
Los siguientes dos gobiernos constitucionales debieron soportar y causaron sucesivas crisis, durante las cuales las Fuerzas Armadas los sometieron a una suerte de tutelaje, y fueron sucedidas por la larga dictadura de la Revolución Argentina. Como resultado, no se sabe que haya habido proyecto alguno de reformar la Constitución.

### Reforma de 1972
La dictadura iniciada en 1966 se propuso la reforma completa de la estructura política, social y económica del país, quizá siendo demasiado ambiciosos.[cita requerida] Cuando las diversas formas de resistencia popular finalmente obligaron al dictador Alejandro Agustín Lanusse a iniciar el camino para entregar al poder a los partidos políticos, éste impuso una serie de condiciones para la convocatoria a elecciones.[cita requerida] La primera fue que, si bien el Partido Justicialista fue autorizado a participar, a su líder le seguía prohibido.[cita requerida]
Las demás condiciones de Lanusse afectaban el procedimiento eleccionario y la duración de los mandatos: la elección de presidente y diputados en un período de cuatro años, en elecciones directa a doble vuelta electoral, entre otras.[cita requerida]
Si la reforma de 1957 fue cuestionada por no haber sido sancionada su convocatoria por el Congreso, la de 1972 fue sancionada y promulgada directamente por el presidente «de facto» a través de un instrumento de muy inferior categoría, como pueden ser las órdenes de un dictador, aún cuando se le diera el nombre de «ley». Obligados los partidos políticos porque era condición para su legalización y para la celebración de elecciones, la reforma fue aceptada, y las elecciones de 1973 se rigieron por ella.[cita requerida]
A fines de 1973, el presidente Perón ordenó iniciar los estudios preparatorios para llevar adelante una nueva reforma constitucional. Pese al establecimiento de una comisión encargada del estudio del proyecto, nunca quedó claro qué era lo que se proponía reformar; Perón había propuesto a Ricardo Balbín recuperar los derechos sociales, laborales y familiares de la constitución del 49, la creación de un sistema menos firmemente presidencialista, y la redefinición del federalismo con un proyecto de agrupar las provincias en «regiones». Pero la situación de inestabilidad política hizo mucho más complicada la tarea, y la muerte de Perón en julio de 1974 truncó lo poco que se había avanzado en el proyecto.
La reforma de Lanusse fue establecida por cinco años, tiempo en el cual debía ser ratificada por el Congreso de la Nación. Pero mucho antes de que el Congreso pudiera reunirse con ese fin, ocurrió el golpe de Estado de 1976, que clausuró la vigencia de la constitución, la democracia, los derechos humanos y el imperio de la ley durante más de siete años y medio.

## Regreso al Estado de derecho
En octubre de 1983, tras la enorme pérdida de prestigio que supuso la derrota argentina en la guerra de las Malvinas y el descubrimiento por parte de la opinión pública de los crímenes con la que los militares habían «resuelto» el fenómeno insurreccional, guerrillero y terrorista de los años 1970, la dictadura se vio obligada a llamar a elecciones. Éstas tuvieron lugar el último día de octubre de ese año, y le dieron la victoria a Raúl Alfonsín como presidente, y a su partido, la Unión Cívica Radical para la Cámara de Diputados; el Partido Justicialista logró la mayoría en el Senado y alrededor de la mitad de los gobiernos provinciales.
Tras dedicar los primeros meses de su gobierno a ordenar la economía y a reorganizar el sistema de organizaciones sindicales, Alfonsín concentró gran parte de sus esfuerzos en intentar llevar a juicio a los jefes de la reciente dictadura que hubieran participado en los crímenes de lesa humanidad.

### Nuevos proyectos de reforma
Ya en 1984 hubo algunos anteproyectos para reformar la constitución, principalmente con el objeto de que los hechos de la dictadura no se repitiesen. Tras la victoria electoral radical de fines de 1985, la UCR consideró que su no muy abultada mayoría en diputados sería suficiente para reformar la constitución a su gusto, de modo que creyó llegada la hora de intentarlo.
Poco después se formaba el Consejo para la Consolidación de la Democracia, dirigido por Carlos S. Nino, que preparó algunas propuestas de reforma, además de dirigir parte del proceso de los juicios a los jerarcas de la dictadura. Nino partía de la base de que se vivía una época de transición, que podía evolucionar o retroceder hacia épocas oscuras. En 1986 y 1987 se presentaron dos dictámenes del Consejo, proponiendo una serie de reformas, que serían propuestas por la Cámara de Diputados, mientras que el papel del Senado y de la Convención Constituyente sería meramente el de aprobar lo decidido por Diputados. Se hacía mucho hincapié en que la reforma debería reflejar un consenso previo de la mayoría de los partidos, o por lo menos entre los dos que casi monopolizaban las preferencias populares y la representación parlamentaria.
Gran parte de la opinión pública, sin embargo, entendió que el único o principal objetivo era habilitar la reelección del presidente: la acusación del año 1949, a la que el radicalismo había adherido, se volvía ahora contra un presidente radical. Por su parte, los dirigentes de los partidos de derecha cuestionaban el intento de reformar la constitución, declarando que lo que había fracasado no era la norma legal, sino que debía aplicársela en su totalidad, lo que significaba no cuestionar en absoluto su inspiración liberal y no permitirle al Estado participar de ningún modo en la economía.
Mientras tanto, sectores del justicialismo sostenían la necesidad de volver de plano a la constitución del 49, que había sido derogada ilegalmente. Otra parte decidió colaborar en el intento del oficialismo. Pero la victoria electoral del peronismo en 1987 dejó al gobierno de Alfonsín sin perspectivas de controlar la política de allí en más; el propio presidente pareció perder entusiasmo, y se dedicó a intentar solucionar los problemas económicos y al proyecto de trasladar la Capital Federal, que había lanzado el mismo año de 1987.

### Proyecto de traslado de la Capital Federal
El popular dicho "Dios está en todos lados, pero atiende en Buenos Aires" refleja la opinión general de que la Ciudad de Buenos Aires, con una población de sólo el 6% del país, se ha desarrollado concentrando en demasía los recursos nacionales, tanto políticos, como económicos y culturales.
Con el fin de tomar una medida descentralizadora, el presidente Raúl Alfonsín propuso trasladar la capital federal a las ciudades de Viedma –capital de la provincia de Río Negro– y Carmen de Patagones –territorio austral de la provincia de Buenos Aires. En 1987 el Congreso Nacional sancionó la ley 23.512, disponiendo el traslado de la capital federal a Viedma-Carmen de Patagones.[cita requerida]
Pocos meses después de sancionada esa ley, el radicalismo era duramente derrotado en las elecciones legislativas y provinciales, y Alfonsín debió concentrarse en la economía, especialmente en la inflación, que alcanzó niveles inéditos en la historia argentina y en las elecciones presidenciales de 1989 llevó a una segunda derrota del radicalismo frente al peronismo.[cita requerida] El nuevo presidente, Carlos Saúl Menem, concentró sus esfuerzos políticos en un giro neoliberal que incluía la privatización de gran parte de las empresas públicas, control de sueldos, liberación de precios y baja de impuestos.[cita requerida] En ese ámbito, en que casi todo pasaba por una reforma económica, Menem no demostró ningún interés en el proyecto de traslado de la capital –ni tampoco, al menos inicialmente, en la reforma constitucional.[cita requerida]
La ley disponía que si el traslado no se llevaba a cabo en un plazo de cinco años, quedarían sin efecto las cesiones territoriales realizadas con ese fin. El 21 de mayo de 2014 fue sancionado el Digesto Jurídico argentino –Ley N.º 26.939–, que es el cuerpo ordenado de las normas legales nacionales argentinas. La ley 23.512 no fue incluida en el anexo II entre las normas expresamente declaradas no vigentes. Pero tampoco fue incluida en el anexo I, entre las leyes vigentes, al igual que cerca de 29 000 leyes y otras normas legales, por lo que –por aplicación del artículo 15 de la ley n.º 24.967 que ordenó la creación del Digesto– fue implícitamente derogada. De esta forma, el proyecto de traslado de la capital federal llegó legalmente a su fin.

### Reforma de 1994
La reforma constitucional de 1994 subsanó la falta de legitimidad que arrastraba el régimen constitucional argentino desde su última reforma, la ordenada por la Revolución Libertadora en 1957.[cita requerida]
El origen de esta reforma estuvo en el Pacto de Olivos, un acuerdo entre los líderes del radicalismo y el peronismo: el expresidente Alfonsín y el presidente Menem. En el caso de Menem, diversos autores han considerado que su principal objetivo fue habilitar la posibilidad de su reelección para un segundo mandato presidencial, que hasta entonces estaba vedada por la constitución.
En noviembre de 1993 se reunieron Alfonsín y Menem con otros dirigentes de ambos partidos y reunieron los proyectos en un escrito llamado «coincidencias básicas», un acuerdo que fue denominado Pacto de Olivos. La ley convocando a elecciones de constituyentes fue sancionada y promulgada el 29 de diciembre de 1993.
La reforma de 1994 fue la primera en ser aprobada siguiendo el procedimiento constitucional, la primera aprobada por el voto masculino y femenino, y también la primera aprobada por los representantes de los habitantes de todo el territorio nacional, luego de la incorporación de los territorios nacionales en las décadas de 1870 y 1880.
En las elecciones, celebradas el 10 de abril de 1994, triunfó el peronismo con poco menos del 40% de los votos, mientras el radicalismo obtuvo la mitad; dos agrupaciones nuevas amenazaron el bipartidismo dominante hasta entonces: el Frente Grande y el Movimiento por la Dignidad y la Independencia, ambos con el 13%.[cita requerida]
La convención se reunió alternativamente en Santa Fe y en Paraná entre el 25 de mayo y el 22 de agosto de 1994, fecha en que los convencionales y el presidente juraron la nueva Constitución.[cita requerida]

### Contenido de la reforma
Las principales reformas establecidas por esta convención constituyente fueron:[cita requerida]
- Reformas políticas: reducción del mandato presidencial a cuatro años, su elección directa y a doble vuelta, aumento del número de senadores a tres, con elección directa.
- Nuevos organismos públicos: creación del Consejo de la Magistratura, del Jefe de Gabinete de Ministros, Auditoría General de la Nación, Defensor del Pueblo, Ministerio Público independiente de los demás poderes del Estado, más un Organismo Fiscal y un Banco Central Federal que aún no han sido creados.
- Reformas jurídicas: modificó radicalmente la pirámide jurídica, al incorporar los tratados internacionales y otorgarles jerarquía constitucional a los que tratan de derechos humanos, prevención del genocidio, la tortura y diversas formas de discriminación, once de los cuales están listados en el texto constitucional; y atribuyéndole una jerarquía superior a las leyes del Congreso a los tratados que sean aprobados por el Congreso con una mayoría especial.
- Defensa y promoción de la democracia: criminalización y nulidad de los actos vinculados con golpes de Estado; constitucionalización del voto universal, secreto y obligatorio; exigencia de sancionar normas que tiendan a la igualdad de hombres y mujeres en cargos públicos; formalización de los partidos políticos; iniciativa popular y consulta popular para la sanción de leyes.
- Derechos humanos de tercera y cuarta generación: de los pueblos indígenas, los consumidores, ambientales, intereses colectivos.
- Declaración de soberanía: declaró irrenunciable la soberanía y futura recuperación de las Islas Malvinas, Georgias del Sur y Sandwich del Sur y los espacios marítimos e insulares correspondientes.

El presidente logró que no se modificasen normas contenidas en la «parte dogmática» del texto constitucional, esto es, las disposiciones de inspiración liberal de la sección Declaraciones, derechos y garantías.[cita requerida]

### De la Capital Federal a la Ciudad Autónoma de Buenos Aires
Otra de las modificaciones de la reforma de 1994 fue la transformación de la Capital Federal, hasta entonces un simple municipio sin autonomía, y cuyos habitantes no tenían derecho a elegir a su intendente, en una ciudad autónoma con un estatus similar al de una provincia.[cita requerida]
Si bien esta reforma otorgó su derecho al autogobierno a los habitantes de la Capital, la reversión de la federalización de Buenos Aires significó también una reversión de los efectos negativos de la capital ubicada en Buenos Aires, que se habían solucionado en el año 1880. Significó, además, una mayor centralización del poder político –real y simbólico– en la ciudad más rica del país. Al dejar de ser territorio federal, Buenos Aires condiciona al gobierno nacional, que ha vuelto a ser "huésped" de la Ciudad Autónoma de Buenos Aires.[cita requerida]